# Icoana de la Nicula
Icoana de la Nicula este o reprezentare a Fecioarei Maria, popularizată la Trnava și Viena în secolul al XVIII-lea drept „adevăratul chip al Maicii Domnului care a plâns în Transilvania” în anul 1699.
Icoana respectivă a fost mutată de contele Sigismund Kornis de la Nicula la reședința sa de la Benediugu Dejului, unde a comandat să se facă mai multe copii pictate după original. Icoana sau o copie a icoanei a ajuns apoi la Biserica Iezuiților din Cluj. Pe parcursul secolului al XVIII-lea imaginea a fost reprodusă în mai multe exemplare așezate în altarele mai multor biserici, precum Mănăstirea franciscană din Odorheiu Secuiesc, Sf. Ioan Botezătorul din Târgu Mureș, la Bistrița, Dej etc.
Icoana a fost realizată în anul 1681 și atribuită lui Luca din Iclod. Pictura este una din cele mai faimoase icoane făcătoare de minuni cunoscute astăzi pe întreg teritoriul României.

## Autorul icoanei - Luca din Iclod
Icoana Maica Domnului cu pruncul Isus a fost atribuită de către istorici, ca realizare, preotului Luca din Iclod, de neam rutean. Lucrarea a fost donată în anul 1681 Mănăstirii Nicula, conform declarațiilor preotului din Nicula din martie 1699, declarație pe care acesta a dat-o ca urmare a unei anchete declanșate de lăcrimarea icoanei din perioada 15 februarie - 12 martie 1699. Meșterul iconar Luca din Iclod a fost desemnat ca Pictor fuit nomine Lucas, gente Ruthenus [...], ex vico Iklod în Historia Taumaturgae Virginis Claudiopolitanae. El a mai fost menționat și cu ocazia unei alte anchete ce s-a făcut în deceniul al treilea al secolului al XVIII-lea, cu privire la o icoană, care a lăcrimat, pe care a pictat-o în anul 1673 la comanda familiei Stanici din Ilișua. De asemenea, Luca din Iclod a fost menționat la sfârșitul secolului al XIX-lea, perioadă când a fost consemnată tradiția locală privitoare la această icoană care a fost achiziționată de Mănăstirea Nicula de la popa Luca din Iclod.  Cea mai veche dintre mențiuni, cea din anul 1699, a fost, foarte probabil, consemnată la o dată când Luca din Iclod nu mai era în viață.

## Execuție
Icoana din Nicula, pictată de Luca din Iclod în anul 1681, cu chipul Madonei, are o deosebită importanță privind ecoul pe care l-a avut pentru acea zonă. Ea este primul model pe care l-au avut pictorii de icoane pe sticlă. Acestă situație este confirmată de picturile  mai vechi, de documentele rămase și de tradiția și mărturiile urmașilor celor care au locuit acolo. Se dovedește astfel că preotul din Iclod, pe numele său Luca, a pictat o lucrare pe lemn care a fost în final cumpărată de la el de cei de la Mănăstirea Nicula, icoana devenind astfel un obiect de cult. Motivul pictat de Luca a fost multiplicat de meșterii iconari de la Nicula și Hășdate în nenumărate icoane pe sticlă. Istoricul Victor Bojor a precizat că „... Icoana e zugrăvită pe o scândură de brad cleită din două bucăți, întărită în dos cu două cingători, tot din brad. Icoana are o înălțime sau lungime de 86 cm, iar lățimea e de 65 cm. Grosimea scândurii are 2cm”.. Tot el a spus că „... Fața Maicii Domnului este lungăreață, de culoarea spicului de grâu. ochii negri, foarte expremători, așa că în orice latură te uiți la icoană, pare că ochii Maicii Preacuratei te privesc, se uită la tine cu milostivire, cu dragoste. Capul e plecat puțintel spre stânga.” Dosul icoanei « este giluit simplu „... În față are o săpătură în afunzime de vreo 6-7 mm de-a lungul întregii suprafețe”. Icoana mai avea un soi de ramă de 4 cm lățime, care era vopsită în altă culoare decât icoana ca atare. Pe lemn a fost lipită o pînză cu un strat subțire de ghips în scopul constituirii unui suport pentru pictură.
Ion Apostol Popescu a considerat că lucrarea are o compoziție cu o serie de elemente și motive care reflectă un profund ecou și în icoanele pe sticlă realizate de meșterii iconari de la Nicula. Acest lucru se constată chiar și la iconarii din sudul Ardealului, cei care au învățat meșteșugul de la țăranii de aici.
„... Pe vălul de pe capul Maicii Domnului și pe umărul drept are câte o stea; cea de pe cap e mai mare, cu raze albe, iar cea de pe umăr mai mică și toată e aurită. Maica Domnului ține pe pruncul Isus în mâna stângă, iar mâna dreaptă o ține pe piept... Fruntea Maicii Domnului este ascunsă într-un văl de culoare mai roșiatică, peste care, din afară, pe creștet în jos, atârnă o haină purpurie umbrită cu negru. Haina de sub văl este de culoare albastră.”
----- Victor Bojor - Maica Domnului de la Nicula, Editura Mănăstirii de la Nicula, Gherla, 1930, pag. 80 și 98
Pe partea stângă, cum este privită icoana, se văd patru litere mari din alfabetul grecesc - „Maria Teotokos, adică Maria născătoare de Dumnezeu". Toate elementele de compoziție ale icoanei aparțin iconografiei răsăritene.

## Lăcrimarea
Un nemeș din Nicula, Ioan Cupșa, a cumpărat icoana de la Luca și a donat-o bisericii din satul natal, în anul 1681. Istoricul Juliana Fabritius-Dancu a precizat că este posibil ca biserica satului, menționată prin documentele de arhivă în anul 1552, să nu mai fi existat din cauza unui incendiu izbucnit în 1602. De aceea, este probabil ca icoana luată de la Cupșa să fi fost așezată în biserica parohială din Nicula, ridicată pe dealul Vergheleu.
În dimineața zilei de 15 februarie 1694, după unii cercetători, sau la 15 februarie 1699, în biserica din sat, nu la mănăstire, au apărut soldați germani și câțiva ofițeri, toți de confesiune romano-catolică, care aparțineau regimentului de cavalerie Hohenzollern, ce aveau garnizoana temporară în localitatea Gherla. Aceștia au venit la Nicula ca să vadă cum arată o biserică de rit ortodox. Cum au intrat în biserică, au văzut cum curgeau "lacrimi" din ochii Maicii Domnului cu pruncul Isus. Realitate sau iluzie, din cauză că lemnul era pus în poziție verticală și probabil lăsa să se prelingă rășina lemnoasă de brad, "lacrimile" Mariei au generat o agitație generalizată printre localnicii din Nicula și Gherla. Militarii au alertat pe parohul bisericii, care venind la locul evenimentului a constatat veridicitatea spuselor lor. Preotul Mihai a menționat că „Lacrimile curgeau ca niște izvoare”. Panica a pus stăpânire pe localnicii din Nicula, Gherla și din toate satele învecinate și toți, au vrut să vadă minunea. În Historia Thaumaturgae Virginis Claudiopolitanae, tipărită la Cluj în 1736, se pot vedea cei 27 de martori, printre care se regăsesc primarul Niculei, nemeșii satului, pârcălabul din Gherla, cantorul parohiei și mulți vârstnici și tineri care au fost acolo și au văzut lăcrimarea Mariei. În acest fel, s-a născut pelerinajul care a adus în acele vremuri la cele două sărbătoriri ale Mariei, din 15 august și 8 septembrie, mii de oameni la cele două lăcașuri de cult de la Nicula.
În secolele al XVIII-lea și al XIX-lea numărul pelerinilor veniți din toată Transilvania, a crescut până la zeci de mii. Aceștia veneau cu prapuri și icoane în mâini, cântau imnuri închinate Mariei și unii parcurgeau zeci de kilometri pe jos. Ca urmare, satul Nicula a fost ridicat la rang de comună care avea ca atare reședință de notar. Este de precizat că la hramuri soseau în pelerinaj și credincioși catolici din Gherla, deoarece numai așa se explică unele inscripții gotice, cum este „heil Ana”, care se regăsesc pe unele dintre icoanele pictate la Nicula. Juliana Fabritius-Dancu a studiat îndeaproape tot materialul documentar privitor la Icoana de la Nicula și a cules tot ce s-a putut și din tradiția orală specifică locului. Astfel, ea a precizat că lăcrimarea Mariei care a început în ziua de 15 februarie, a continuat, având mici întreruperi până în data de 12 martie, deci 26 de zile. Toate datele informative se găsesc într-un protocol care a fost întocmit și semnat de Johann Vanner, ce era comandantul garnizoanei din Dej. Consemnările lui au fost confirmate de declarațiile sub jurământ pe care le-a făcut căpitanul contelui Sigismund Kornis din Benediug, astăzi satul Mănăstirea, un sat între Gherla și Dej, fost domeniu nobiliar.

## Abuzul lui Sigismund Kornis
Sigismund Kornis era o persoană religioasă și amatoare de antichități. Prin abuz de putere, acesta a luat Icoana de la Nicula și a dus-o în castelul Kornis din Benediug. Cercetătorul Victor Bojor a afirmat că transportul icoanei la castel s-ar fi făcut sub protecția unui detașament ce făcea parte din armata imperială, cantonat în regiune. Totul s-a făcut „... în sunet de trâmbițe și fanfară și de cântece bisericești, în mare procesiune de praznic a unor mii de credincioși din tot jurul, ba chiar și din părțile mai îndepărtate ale Ardealului, cu cea mai mare paradă bisericească și civilă. Românii, care însoțeau convoiul, alcătuit în mare parte din străini, mereu amărâți și mâhniți în sufletul lor, vărsând lacrimi de durere și întristare, pentru înstrăinarea icoanei lor” (Victor Bojor).

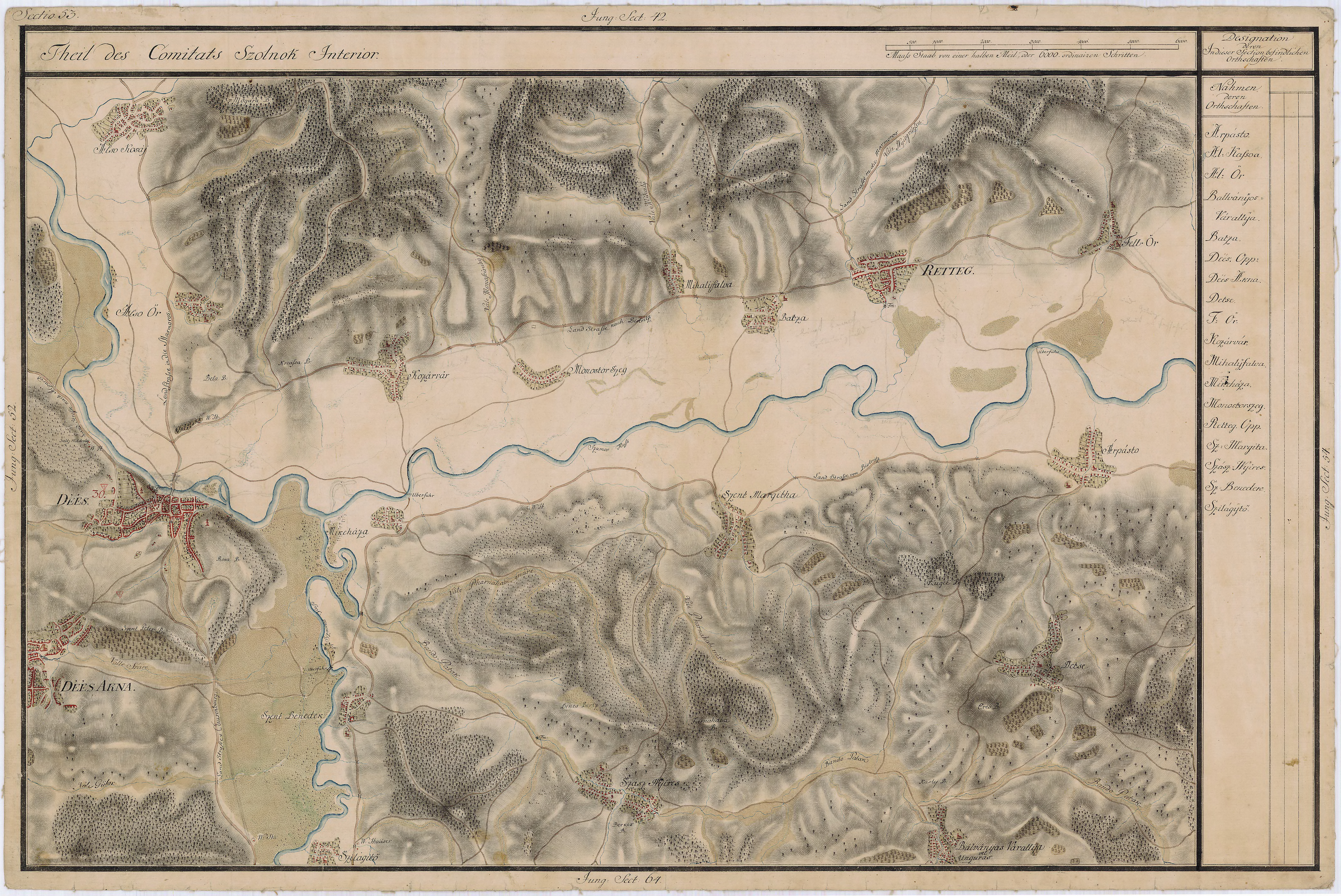
Mănăstirea în Harta Iosefină a Transilvaniei, 1769-73

După mai puțin de două luni de când a început lăcrimarea, în ziua de 12 aprilie 1694(9), icoana a ajuns la capela castelului din Benediug al lui Sigismund Kornis „... în fața dregătorilor civili și militari și în fața poporului, între a cântări după rânduiala bisericii romano-catolice” (Victor Bojor). Din acest moment, pelerinajele au început să se facă la Benediug și privirea icoanei era condiționată de plata unei taxe. De aceea, oamenii au început să spună că „... se duc la mănăstirea Benediug”, sau „... la mănăstire” (Victor Bojor) -  de aceea așezarea Benediug a ajuns astăzi să se numească Mănăstirea, Cluj.
Populația din Nicula a fost în primul moment al abuzului lui Kornis, uimită, dar, în același an a decis să revendice icoana, în pofida autorității pe care o afișa Sigismund Kornis ca membru în Dieta Transilvaniei. Ce s-a întâmplat în perioada de revendicare nu este prea clar, nu sunt date documentare de informare. Cert este că, niculenii împreună cu țăranii români din toate satele învecinate „... au ieșit cu bâte, cu furci, cu coase la Benediug, făcând mult zgomot și pretinzând cu toată tăria să li se dea îndărăt sfânta icoană a Maicii Domnului, care este a lor” (Victor Bojor).

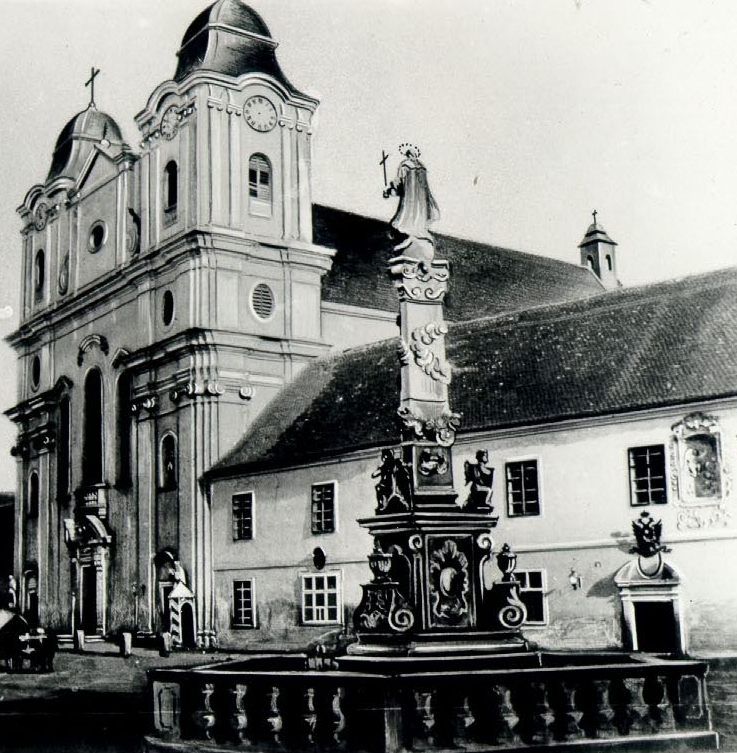
Biserica piariștilor și colegiul academic iezuit (imagine istorică, 1859)

Kornis a refuzat să înapoieze icoana sătenilor din Nicula și ca atare, conflictul a ajuns la înalte foruri ecleziastice, care au decis imediat să instaleze icoana la Cluj, inițial la actuala Biserică a călugărilor franciscani (folosită de iezuiți până la terminarea bisericii proprii, în anul 1723). Împotriva hotărârii s-au ridicat ambele părți în dispută, mai ales niculenii. Analiștii istoriei icoanei s-au împărțit în două tabere. Unii istorici au afirmat că sub presiunea populației din Nicula, preoții iezuiți din Cluj au fost forțați să revină asupra deciziei și să ia hotărârea să dea înapoi icoana celor care erau în drept să o dețină. Alții au pretins că procesul niculenilor nu a fost rezolvat satisfăcător la Cluj și ca atare, au avansat procesul la Curtea de la Viena. Ca urmare împăratul Leopold I, ca să poată lua o decizie, a poruncit, ca o soluție a compromisului, ca icoana să nu mai aparțină nici contelui, nici satului, ci să fie expusă într-o altă bisericuță ce va fi construită în hotarul satului Nicula, fapt care s-ar fi și întâmplat, pro causa, prin construirea Bisericii de lemn din actuala Mănăstire Nicula. Juliana Fabritius-Dancu a precizat că, asta înseamnă că bisericuța din lemn a mănăstirii, unde cu siguranță a stat icoana multă vreme, a fost ridicată imediat după anul 1695. Istoricul Victor Bojor a acceptat ca plauzibilă această versiune a deciziei și a mers mai departe și a afirmat că bisericuța ar fi fost ridicată chiar de Sigismund Kornis la insistențele soției sale. În acest fel ar fi înzestrat edificiul religios cu două clopote, unul fiind datat cu anul 1401. Bojor a precizat că după Crăciunul din 1695, Sigismund Kornis ar fi pecetluit icoana și a pus-o sub o pază militară strictă în jurul bisericii de la Nicula. Victor Bojor și-a asumat versiunea pentru că a publicat-o fără să o discute. Desigur că există un adevăr, o corelație între paza icoanei și ctitoria bisericii însă, Juliana Dancu a admis cu greu ca un om abuziv așa cum era Kornis, care nu era la primul caz de încălcare al regulilor,[A] să ajungă să fie și mărinimos în momentul când a devenit perdant.
O altă versiune aparține lui Zenovie Pâclișanu, care a crezut că bisericuța a fost construită în 1659, reluând datarea ce apare în monografia Comitatului Solnoc-Dobâca a lui Kádár József, deci înainte de "minunea" din 1699 (sic). El a afirmat că după informațiile sale, după ce niculenii au pierdut procesul, icoana a fost atribuită Universității din Cluj de primatul iezuiților din Cluj, un anume Kollovitz "... unde se păstrează și astăzi" (adică 1919). Juliana Dancu a afirmat că există și în acest caz un sâmbure de adevăr în ce a spus Pâclișanu. După 1713, moment în care Kornis a primit funcția de guvernator al Transilvaniei, acesta a comandat o copie, poate mai multe, a afirmat Dancu, unui pictor profesionist. Cu siguranță că una din copii sau copia, a fost așezată în Biserica piariștilor din Cluj, în vecinătatea Universității din Cluj.  Donația lui Kornis către Biserica piariștilor a fost consemnată într-un document pe care l-a semnat Sigismund Vizkeleti, Ștefan Csete, preoți iezuiți din Cluj și pater Pavel Ladislau Baranyai de Alba Iulia. Din documentele pe care Juliana și Dumitru Dancu le-au studiat în anul 1972, au reieșit trei informații precise. Lăcrimarea a fost observată pe 15 februarie 1694, bisericuța de lemn a fost ridicată înainte de 1700 și revenirea Icoanei de la Nicula a avut loc după construirea bisericuței, icoana fiind instalată în ea.
Din studii recente, confruntând procesul verbal al anchetei (1699), Maria Virgo Claudiopolitana (1714) și Historia Thaumaturgae Virginis Claudiopolitanae (173[6]), a rezultat că istoria miracolului "Minunii de la Nicula" a fost cu vremea catolicizată și „iezuitizată”.

## Biserica de lemn

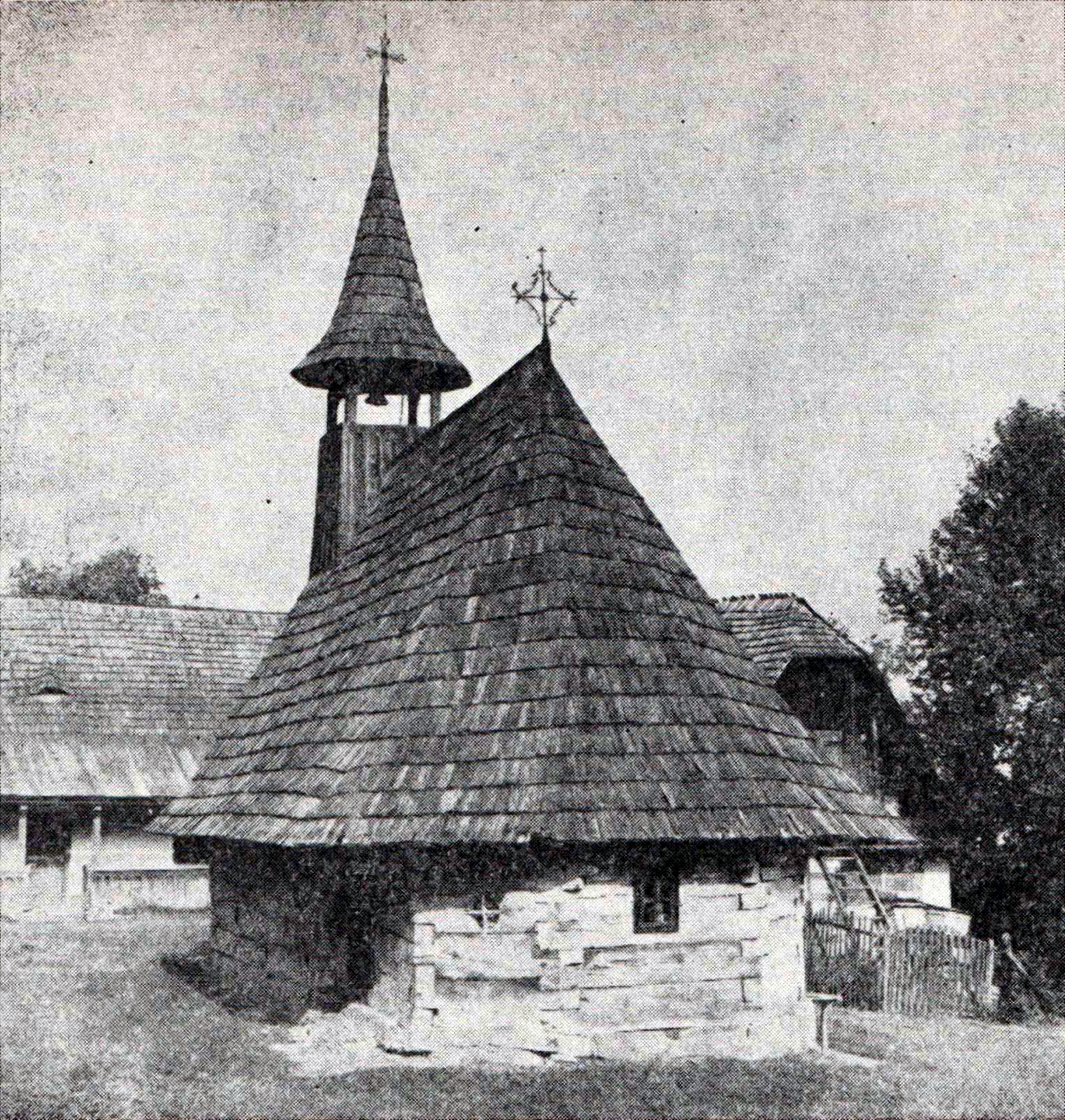
Bisericuța de lemn construită pe la 1700 la Mănăstirea Nicula, așa cum a arătat ea înaintea incendiului din 24 aprilie 1973

Bisericuța a fost construită, înainte de 1700, din bârne îmbinate de stejar și a fost acoperită cu șindrilă. Bisericuța avea dimensiunile de 4.10 m lațime și 11.50 m lungime. Nava și tinda era acoperită cu scânduri îmbinate cu cuie de lemn. Altarul avea o boltire din scânduri și a fost pardosit cu piatră cioplită, pictura era afumată, similară celei din naos. Pristolul, făcut tot din piatră cioplită, era așezat pe o coloană din piatră. În momentul edificării, iconostasul era făcut din două tăblii de lemn și avea figurați pe el pe cei 12 apostoli cu nume slavone. La transformarea care a avut loc în anul 1860, iconostasul a fost înlocuit cu unul cu icoane și uși împărătești. Ușa din stânga avea o icoană ce amintea de Icoana de la Nicula. Tot în 1860 s-au tăiat pereții de bârne, s-au făcut șapte ferestruici, trei la altar și patru la navă, pentru că nava avea doar o singură fereastră pătrată în latura de sud și altarul doar o fereastră circulară pe latura de sud-est. Inițial, bisericuța era dotată cu două clopote, unul pe care era gravat anul 1401, amplasat înr-un an nespecificat în documente, care a fost restituit în 1908 și care a fost topit pe vremea primului război mondial, în vederea folosirii bronzului în industria de război. Al doilea clopot are gravat pe el anul 1696 și este amplasat și astăzi în clopotnița bisericii noi a Mănăstirii Nicula. În anul 1972, în mica turlă a bisericuței de lemn se mai afla un clopot mic, de circa 50 kg, care avea gravată pe el o inscripție în limba slavonă.
La începutul secolului al XVIII-lea, în primii ani, Mănăstirea Nicula a fost ocupată de călugării greco-catolici. Mănăstirea a fost în proprietatea lor până în anul 1948. Există mențiuni documentare prin care papa Clement al XIII-lea acorda în anul 1767 indulgențe plenare pelerinilor care vizitau Mănăstirea la sărbătorile Fecioarei Maria. Deoarece mănăstirea a fost abandonată de călugării ortodocși, în 1774 mai era doar un singur călugăr ortodox, restul erau greco-catolici. Prima restaurare a bisericuței cunoscută de către istorici, a fost cea din 1860, an în care meșterul în lemn Feiur Gregorie și meșterul Ștefan Belindean din Nicula, au refăcut lemnăria și au pictat bolta edificiului. A doua restaurare a avut loc în 1956, moment în care s-au căptușit pereții laterali în interior, cu scândură de brad. S-a înlocuit acoperișul cu șindrilă. Din 1956, bisericuța a devenit practic un muzeu mic de icoane pe sticlă și pe lemn, a căror proveniență era în mod majoritar din Nicula.

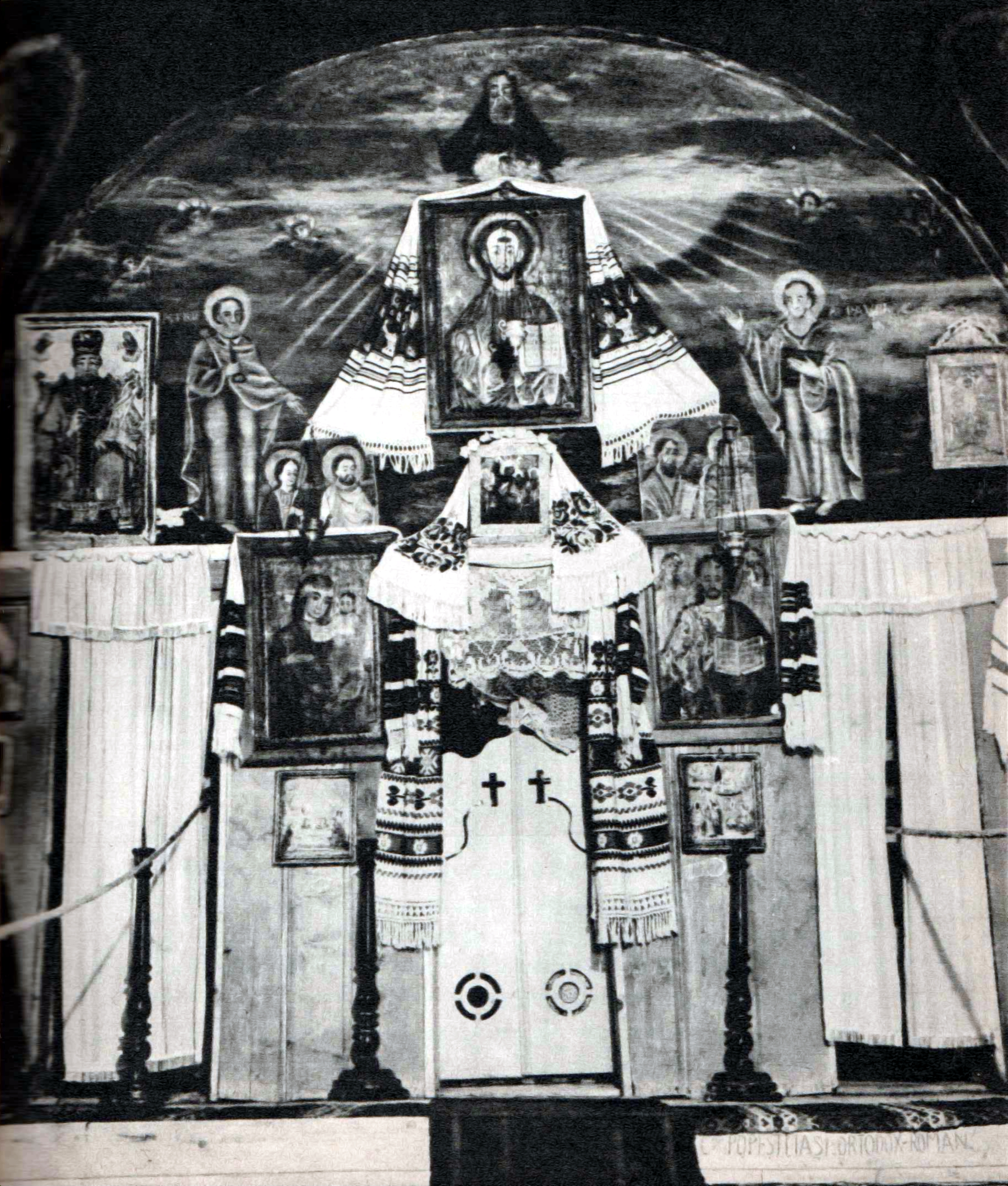
Altarul vechii biserici de lemn din Nicula (1969)

În noaptea de 23 - 24 aprilie 1973 a avut loc un incendiu care a mistuit complet bisericuța. Tot ce s-a putut recupera au fost câteva bârne și 25 de icoane pe sticlă.
Din mențiunile Julianei Dancu se știe că, până în anul 1913, nu până în 1910 cu a afirmat Victor Bojor, Icoana de la Nicula a fost acoperită cu pânzeturi și catifea, în așa fel încât se vedeau doar cele două chipuri, al Maicii Domnului și al lui Isus. Peste catifea erau dispuse ofrande din aur și argint prinse în cuie mici. În 1913, la comanda Eparhiei de Cluj-Gherla, a episcopului greco-catolic Vasile Hossu, icoana a fost mutată într-o altă ramă și a fost dezvelită. Găurile care se văd pe icoană sunt locurile de fixare al cuielor cu care s-au prins ofrandele.
La sfârșitul anilor 1940 starețul Leon Man și ceilalți călugări au fost arestați, iar mănăstirea a rămas în paragină. Cu toate acestea pelerinajele au continuat. Mulți pelerini plecau de la bisericuță cu o mână de pământ din interiorul nepardosit al edificiului. Din această cauză, a apărut o groapă săpată chiar la intrarea în biserică.
În anul 1948, niculenii îngrijorați de situația generală apărută după cel de al doilea război mondial, au luat icoana din bisericuța de lemn și au îngropat-o în pădure, la circa 3 km de mănăstire. Locul pe care l-au ales, a fost la temelia unei colibe aflate în paragină. Acolo au pus Icoana din Nicula împreună cu alte câteva icoane pe hârtie care erau în edificiu. Icoanele pe hârtie au putrezit, dar au avut un rol de protecție pentru icoana sfântă. După dezgroparea Icoanei de la Nicula, lucru care s-a întâmplat în anul 1962, Icoana a ajuns în patrimoniul Arhiepiscopiei Vadului, Feleacului și Clujului.

## Renume și influențe
Icoana de la Nicula a stârnit un ecou viu în rândurile țăranilor și ca urmare, ei au început să o imite în operele lor. Renumele ei a depășit în scurt timp granițele Transilvaniei, ajungând până în Moldova, Țara Românească și chiar în Slovacia. Ca urmare au apărut pelerinii. Cercetători români și maghiari au relatat că Antioh Cantemir a venit s-o cumpere cu 1.000 de taleri. Rezultatul negocierilor fiind un eșec, acesta a trimis meșteri zugravi la Nicula ca s-o picteze. Legendele spun că din Muntenia a venit și renumitul pe atunci, zugravul Vlaicu. Însă, cu certitudine, icoana a fost reprodusă în Ceaslovul din 1752 de la Blaj, cu numele Născătoarea de Dumnezeu, care a lăcrimat la Mănăstirea Nicula.

Influența icoanei Maica Domnului cu pruncul Isus în pictura icoanelor pe sticlă
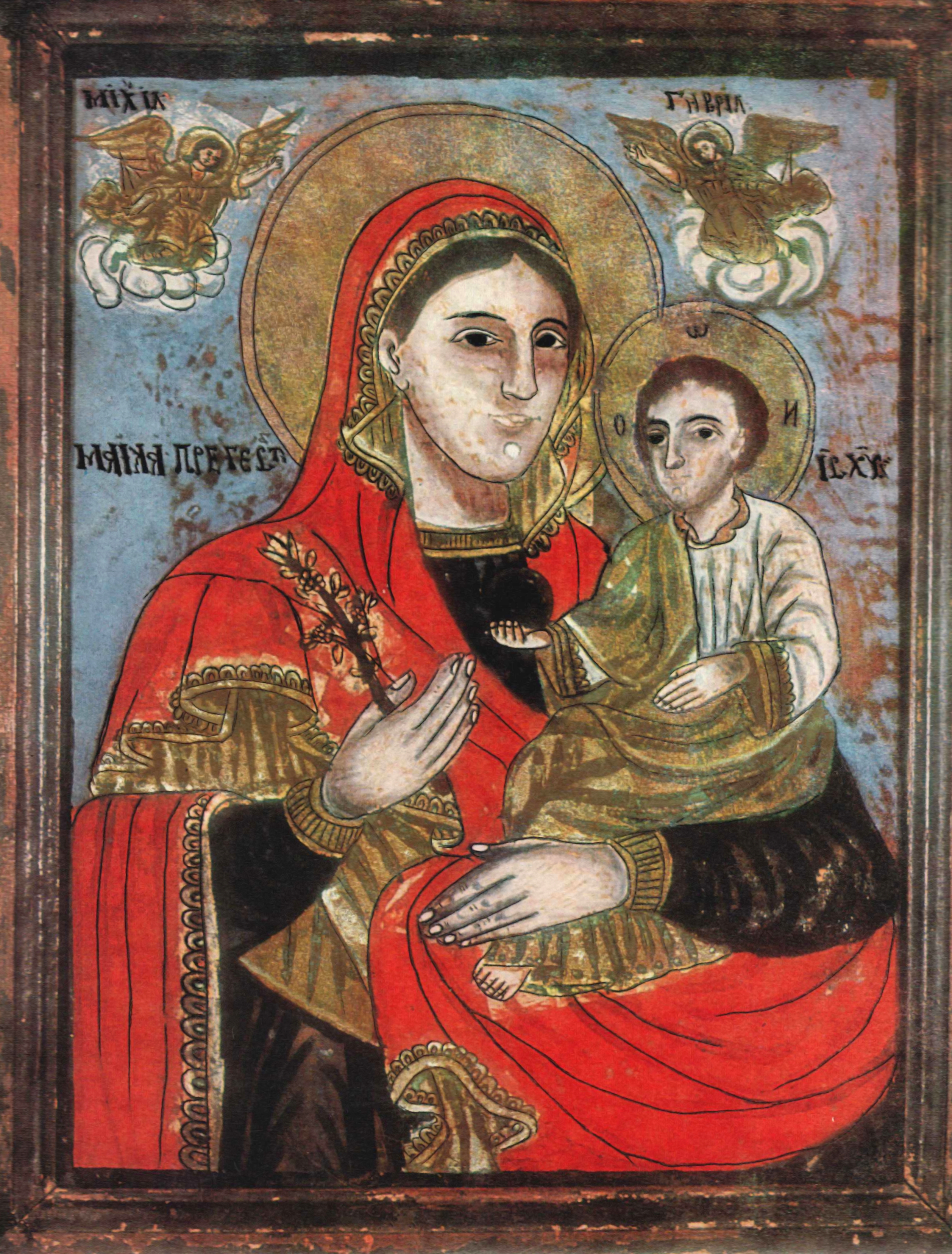
Pavel Zamfir (Laz - sec. XIX)
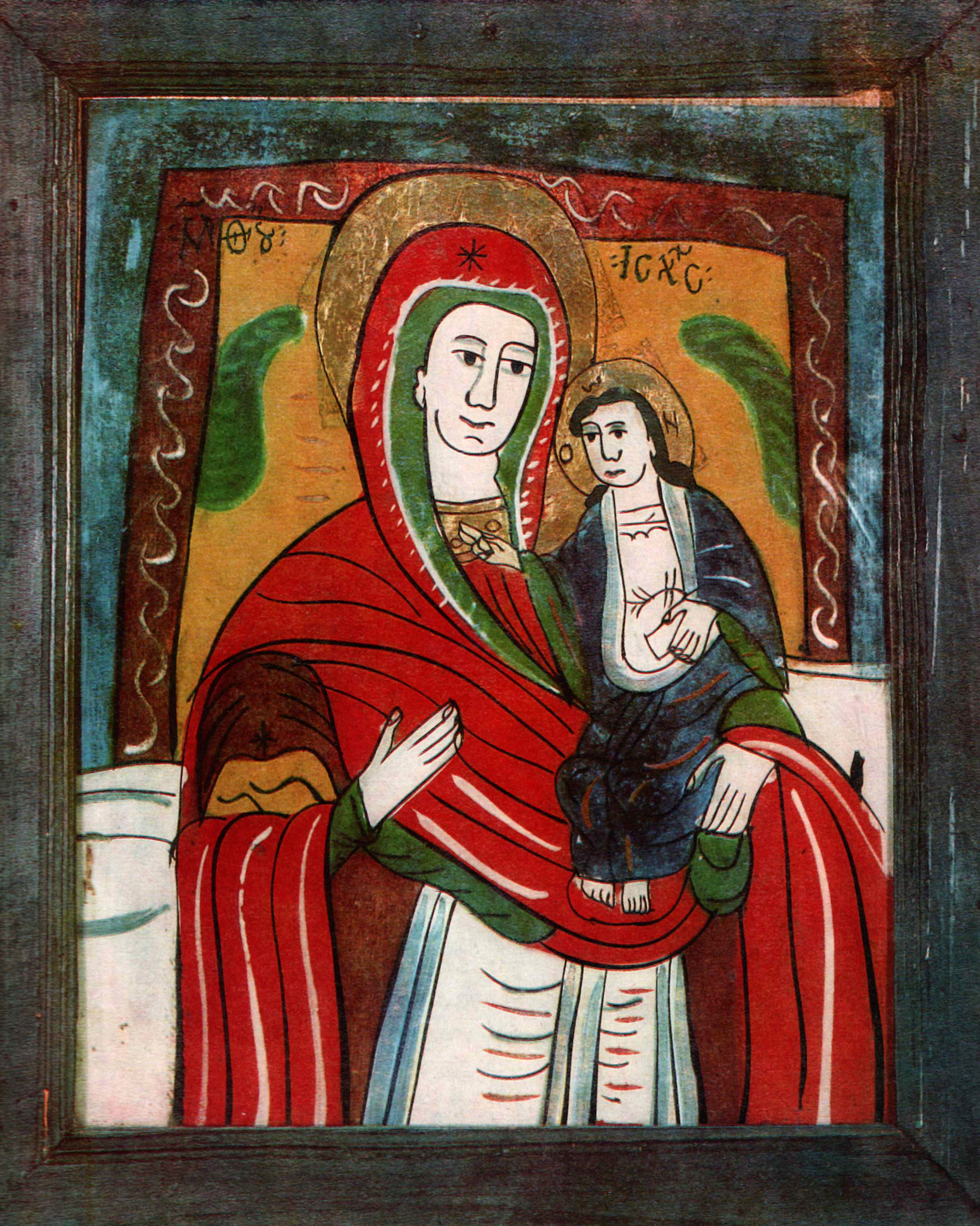
Nicula (Anonimă - sec. XIX)
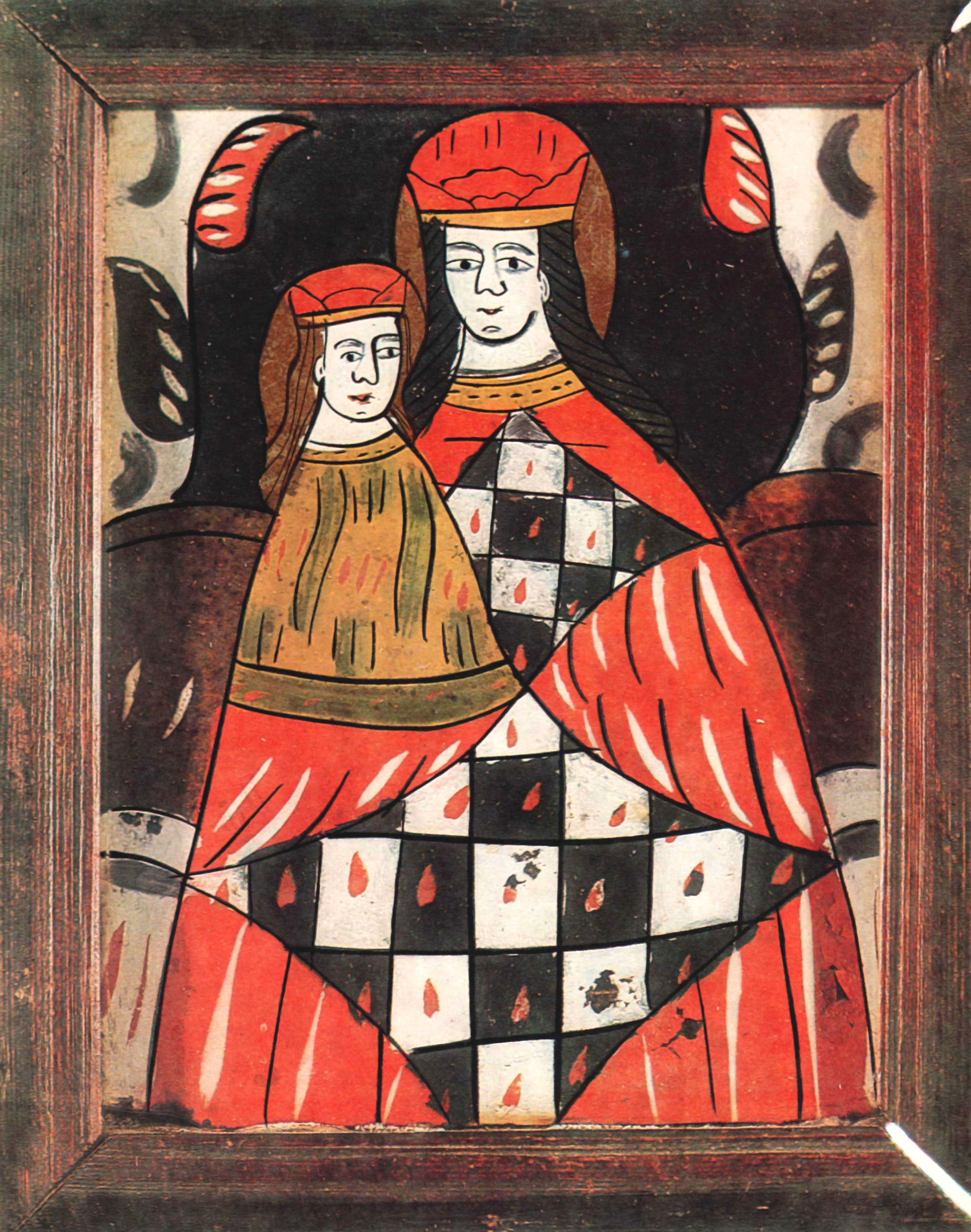
Nicula (Anonimă - sec. XIX)
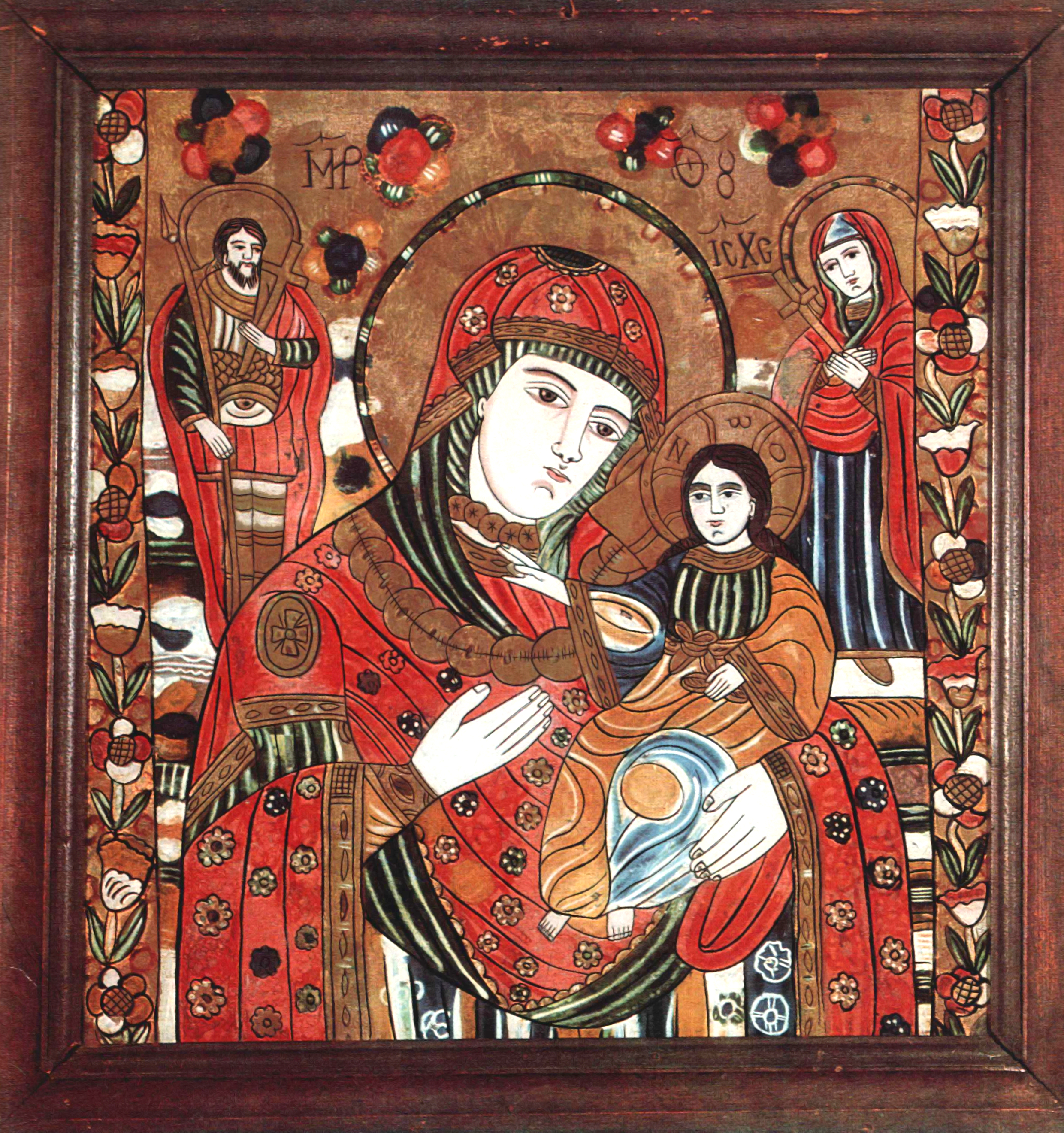
Șcheii Brașovului (Anonimă - sec. XIX)
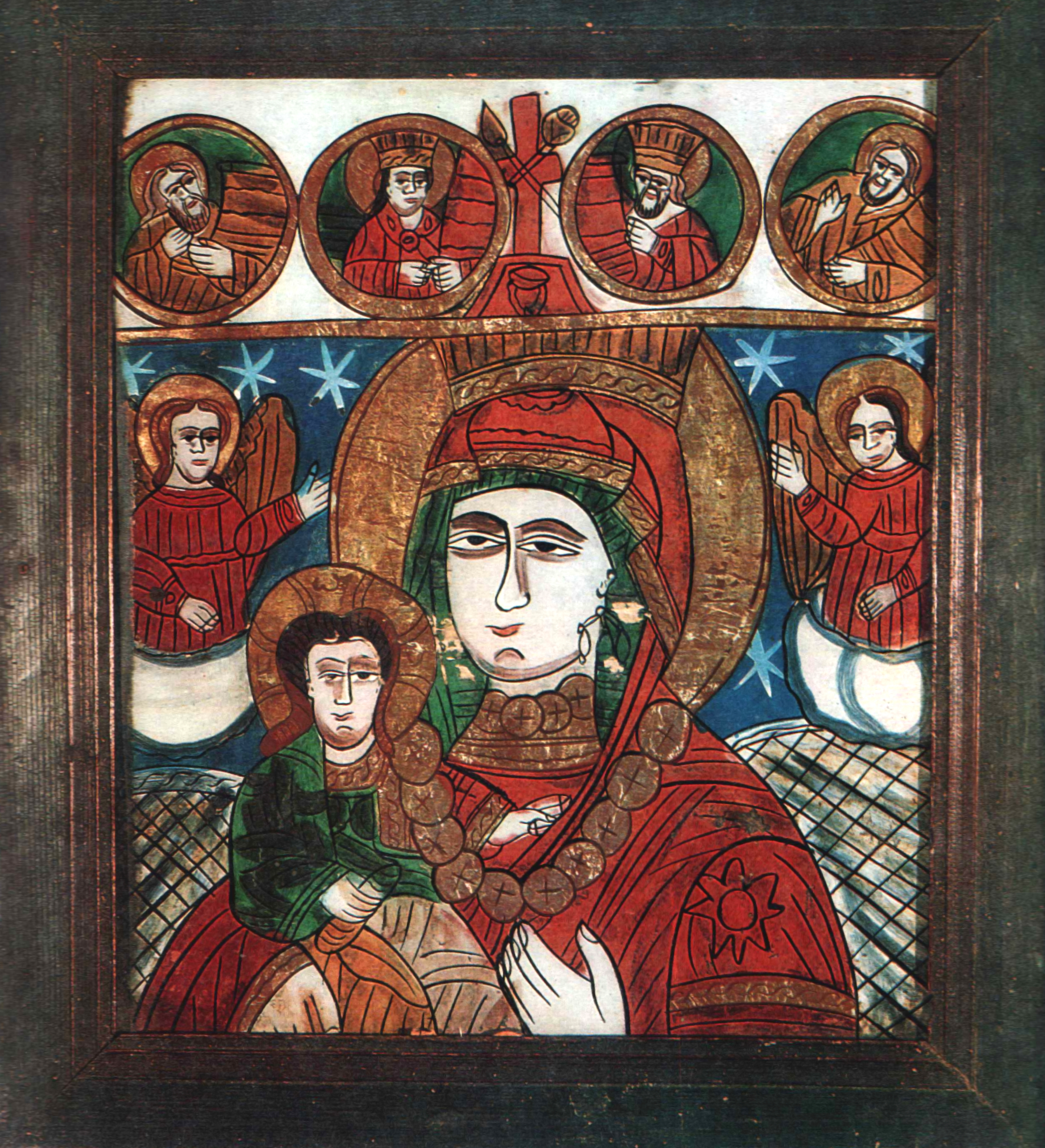
Șcheii Brașovului (Anonimă - sec. XIX)
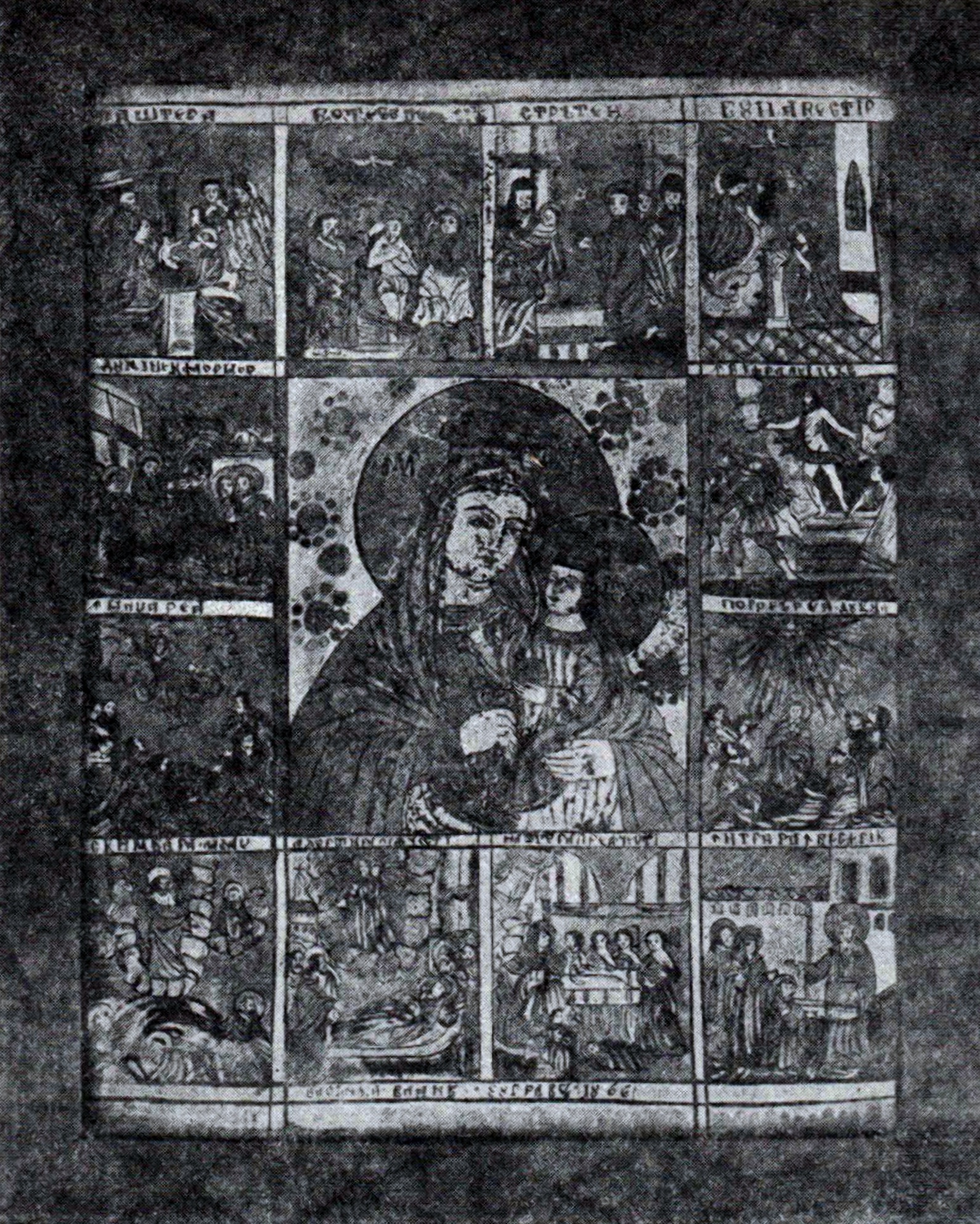
Vlaicu zugravul (Muntenia - 1866)
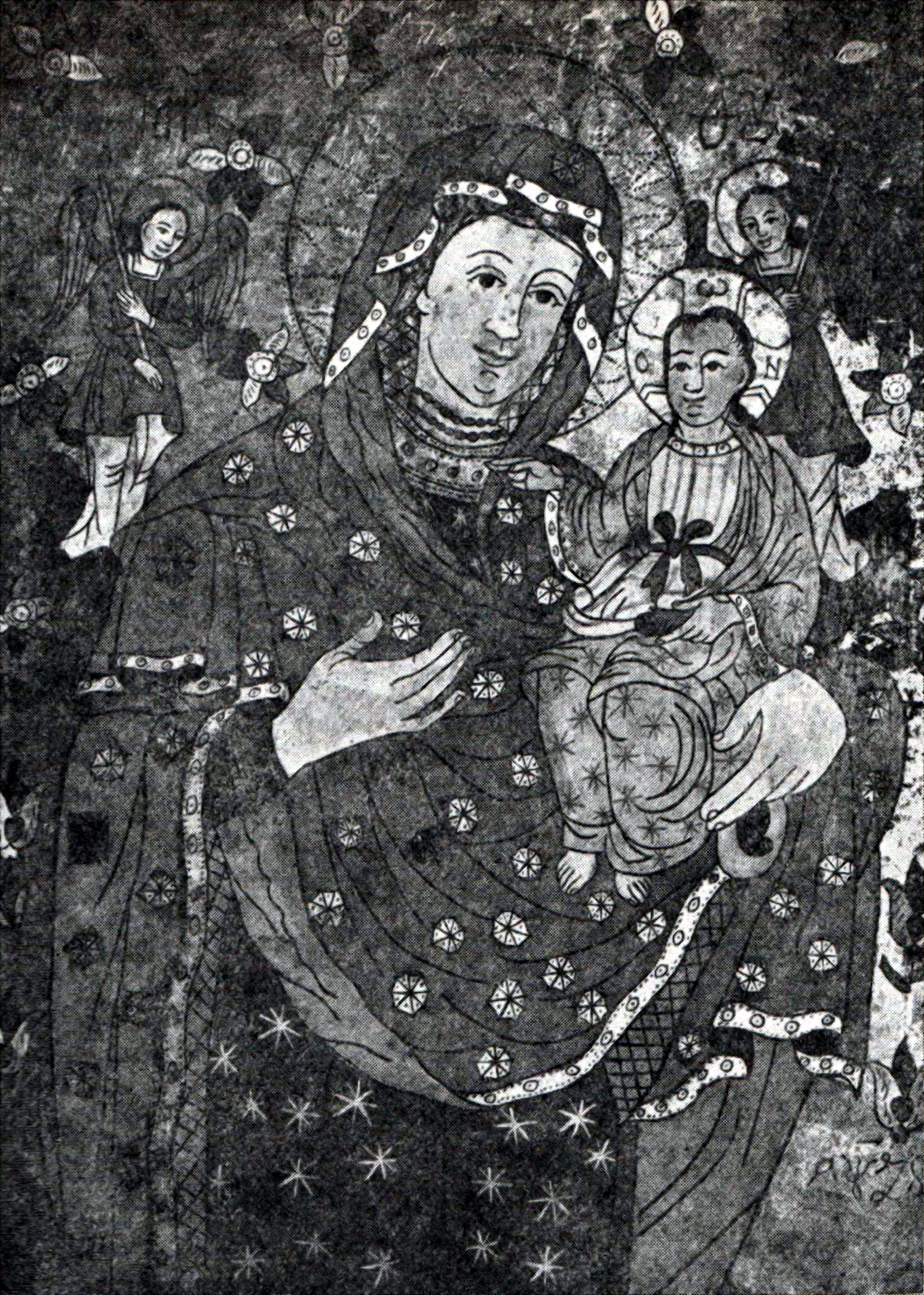
Popa Sandu din Iernuțeni (1876)

Renumele Icoanei de la Nicula a dus în final la o înrâurire ce se poate vedea în nenumăratele creații ulterioare ale altor meșteri. Astfel, icoana a fost reprodusă cu  unele modificări de autorii de stampe de la Hășdate și trăsăturile Maicii Domnului au fost folosite în creațiile gravorilor în lemn din Nicula. În biserica de lemn a Mănăstirii Adormirea Maicii Domnului din Nicula (1701), s-a găsit o icoană veche pictată pe un grund de caolin vopsit pe lemn, în care se vede o imitație a figurii Madonei pictată de Luca. Cu toate că icoana are multe elemente originale, transpare faptul că modelul pe care l-a avut zugravul este cel creat de Luca din Iclod. În biserica din Bârsău există o icoană pe lemn datată în 1875 care aduce mult cu modelul lui Luca.
Frumusețea Icoanei de la Nicula a avut ecouri și în folclorul literar local. Icoana a devenit un prototip pentru meșterii iconari de la Nicula, ea fiind un stimulent important în dezvoltarea și înflorirea picturii populare pe sticlă de acolo și nu numai.

## Incertitudini
În anul 1938 oficiosul Episcopiei Ortodoxe a Vadului, Feleacului și Clujului, săptămânalul Renașterea, nega faptul că la Mănăstirea Nicula s-ar afla icoana Maicii Domnului care a lăcrimat în 1699. Concluzia articolului intitulat „Baza pelerinajului de la Nicula” era aceea că „cercetările istorice dovedesc că la Nicula e numai o pseudo-icoană”, iar originalul se află la Biserica Piariștilor din Cluj. Această problemă, generată de opinia lui Iosif E. Naghiu în perioada în care acesta era diacon ortodox, a fost lămurită prin articolul Icoana de la Nicula - o „reparare” inedită din anul 1934... din revista Tabor, semnat în anul 2022 de către profesorul Henorel Nica.
În anul 1948, anul în care călugării greco-catolici de la Nicula au fost arestați, Vasile Chezan, tatăl unuia dintre aceștia, a salvat o icoană primită de la episcopul Iuliu Hossu, pe care a zidit-o într-unul din pereții casei sale. În 1964 starețul ortodox al mănăstirii Nicula preluată deja de Biserica Ortodoxă Română, a descoperit în casa lui Chezan această icoană, care a fost predată autorităților comuniste. La rugămintea arhiepiscopului ortodox de atunci al Clujului, Teofil Herineanu, icoana a fost adusă în capela Palatului Arhiepiscopiei Ortodoxe a Clujului. În anul 1991 această icoană a suferit o restaurare defectuoasă la Muzeul Național de Istorie a Transilvaniei din Cluj., rezultând o icoană care a fost pur și simplu repictată.
În prezent nu este cert care din cele două icoane este originalul, respectiv care este copia icoanei inițiale. În anul 1691, icoana a fost restituită sătenilor.

## Maica Domnului cu pruncul Isusîn bisericile de lemn din județul Cluj

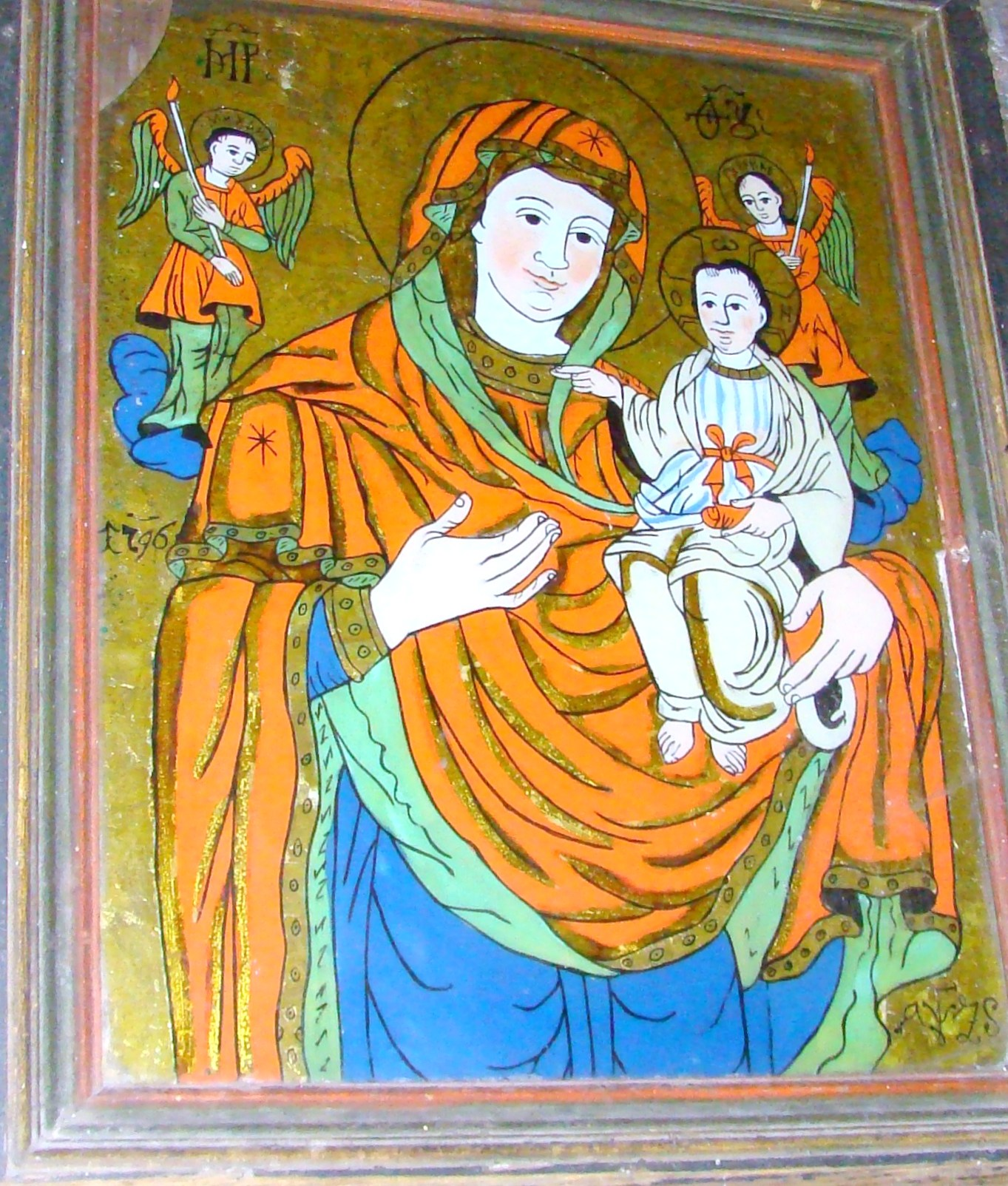
Biserica de lemn din Agârbiciu
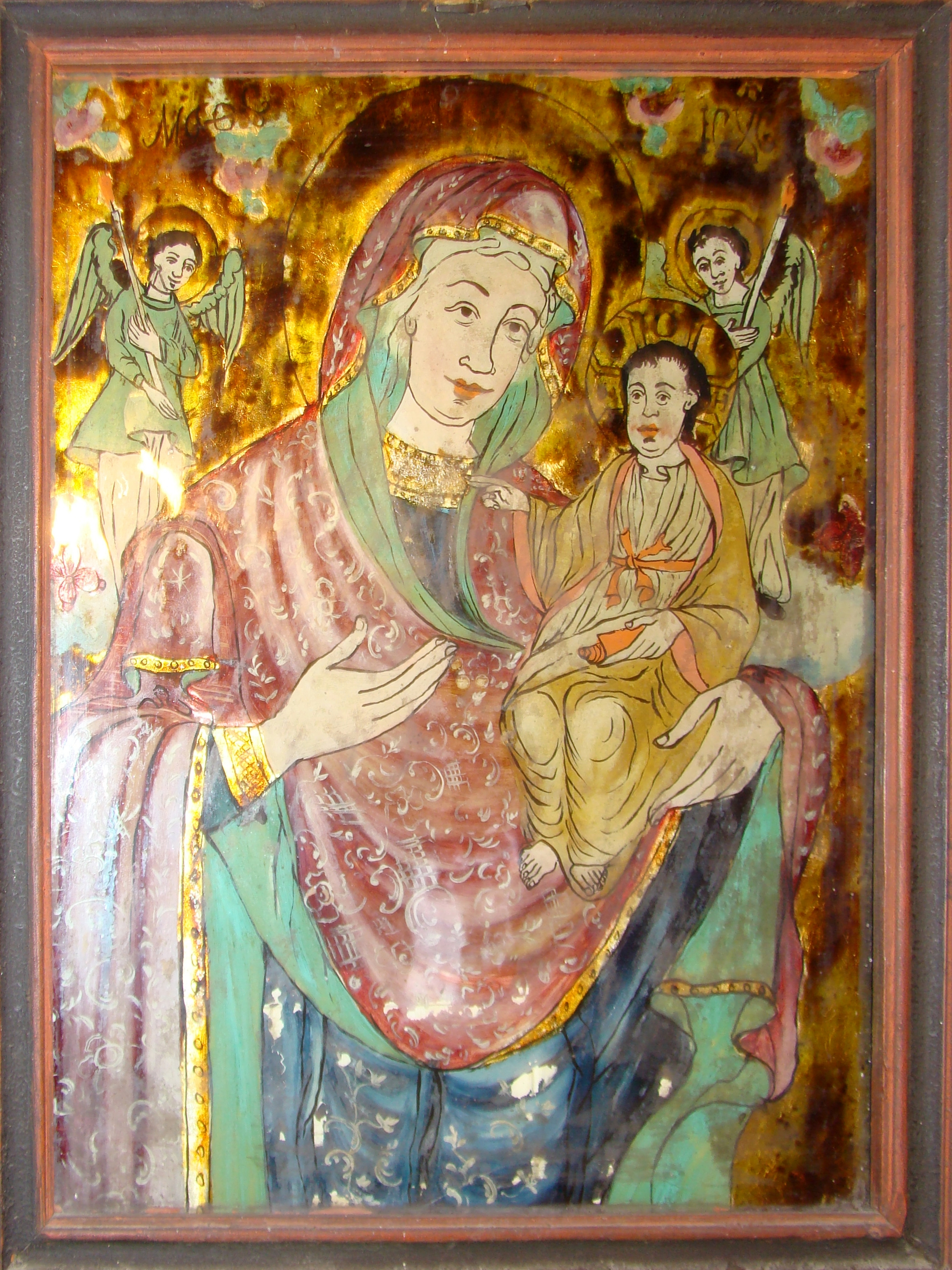
Biserica de lemn din Aghireșu
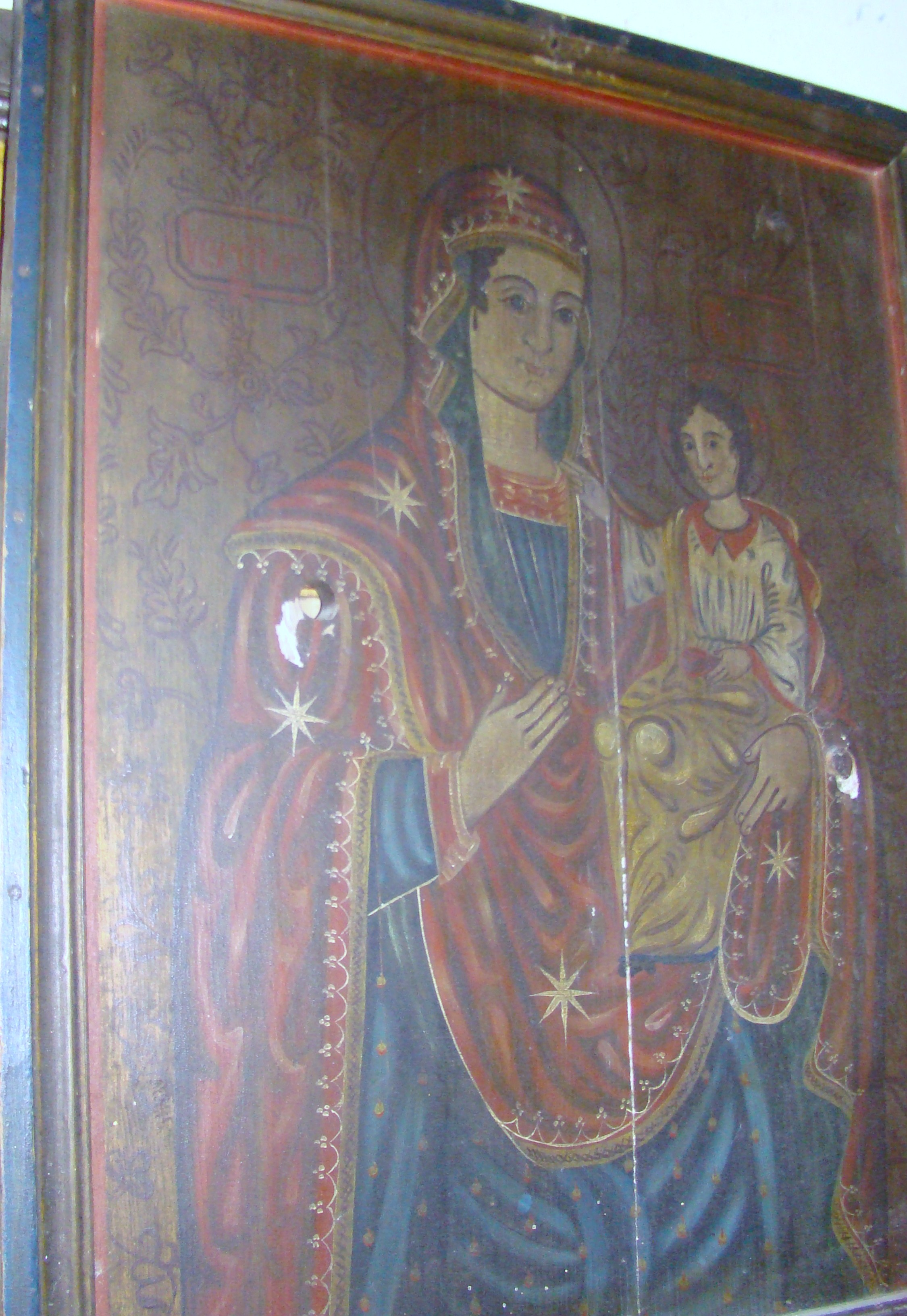
Bărăi, Cluj
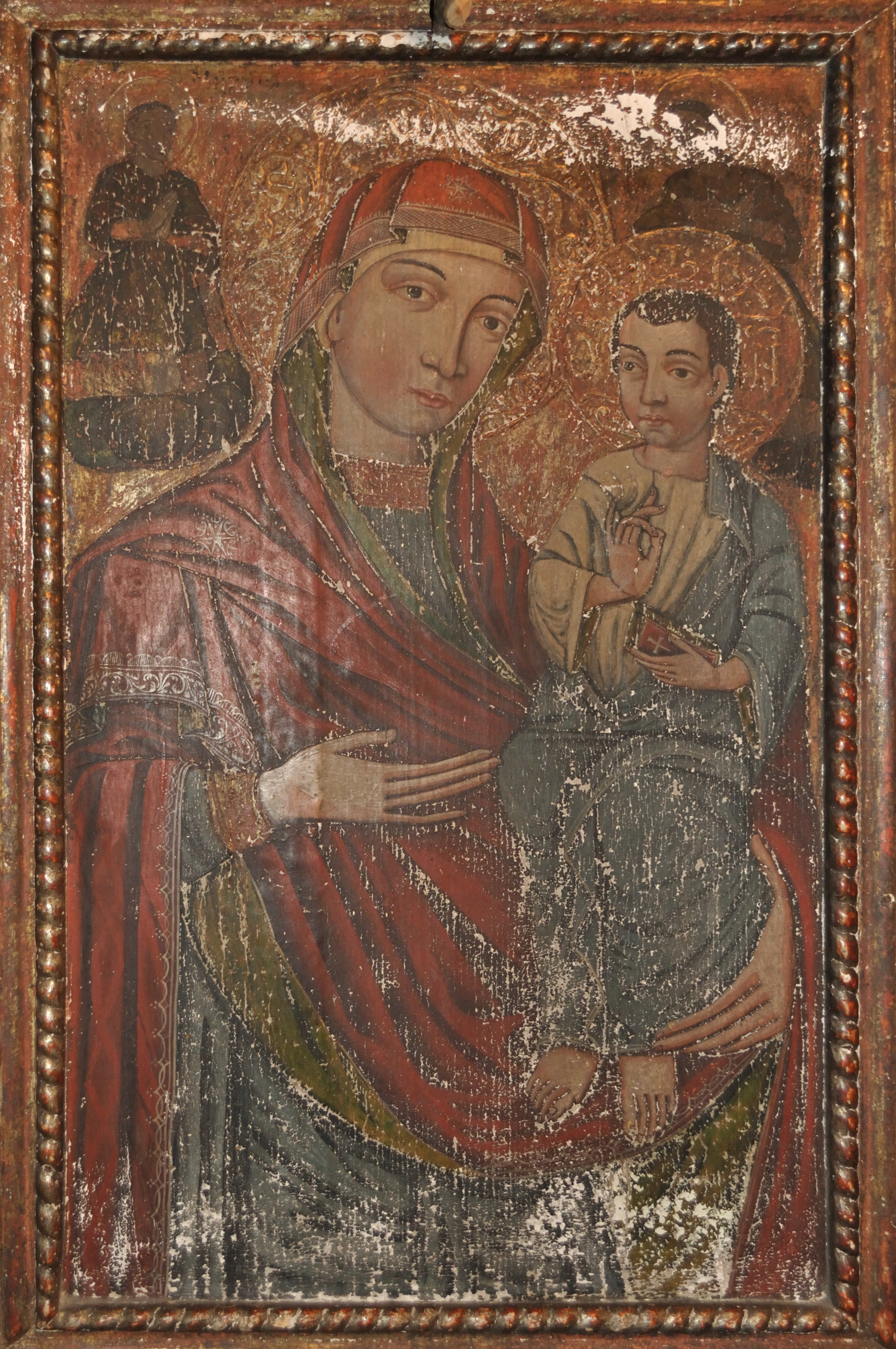
Bica, Cluj
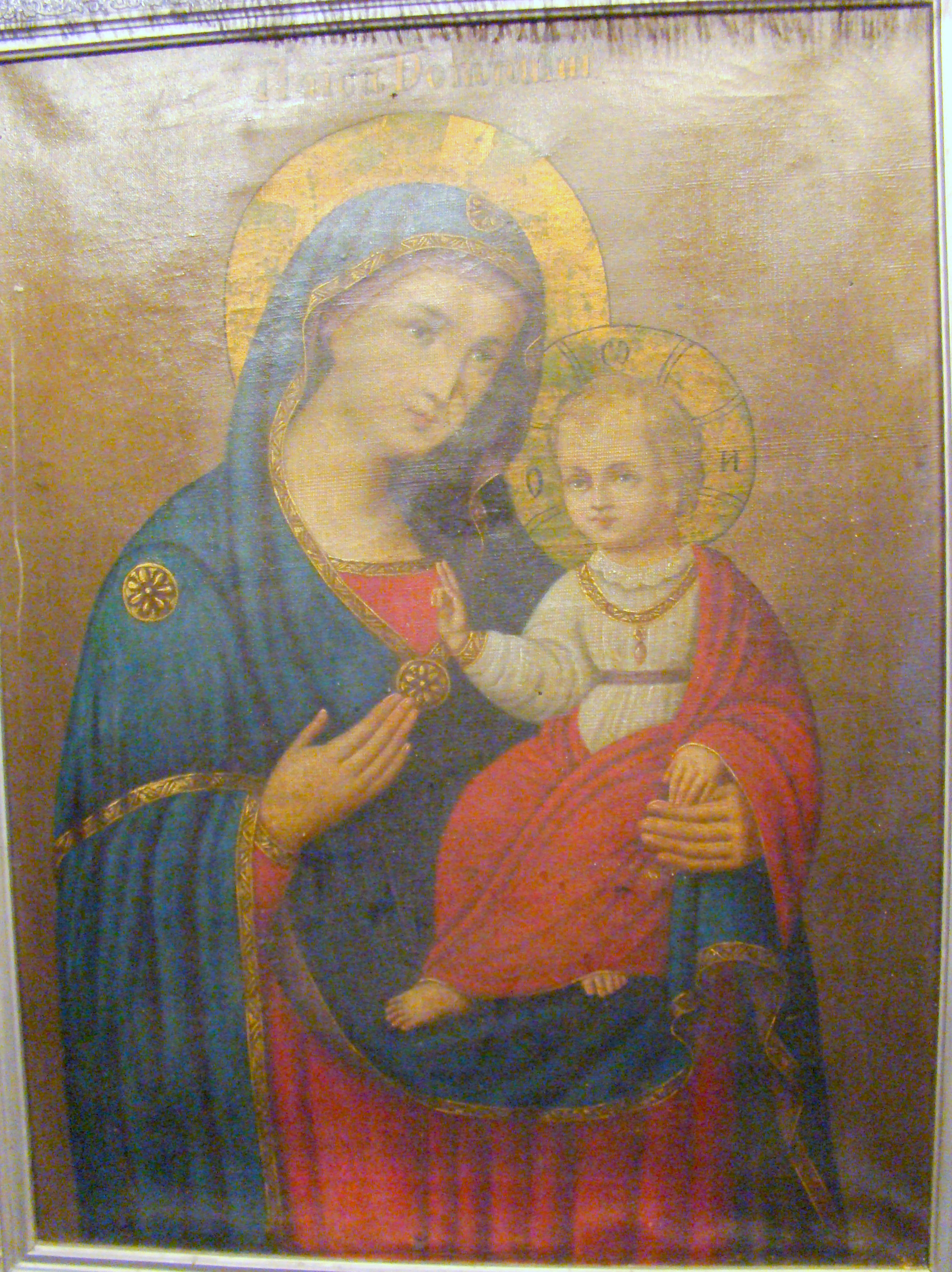
Buru, Cluj
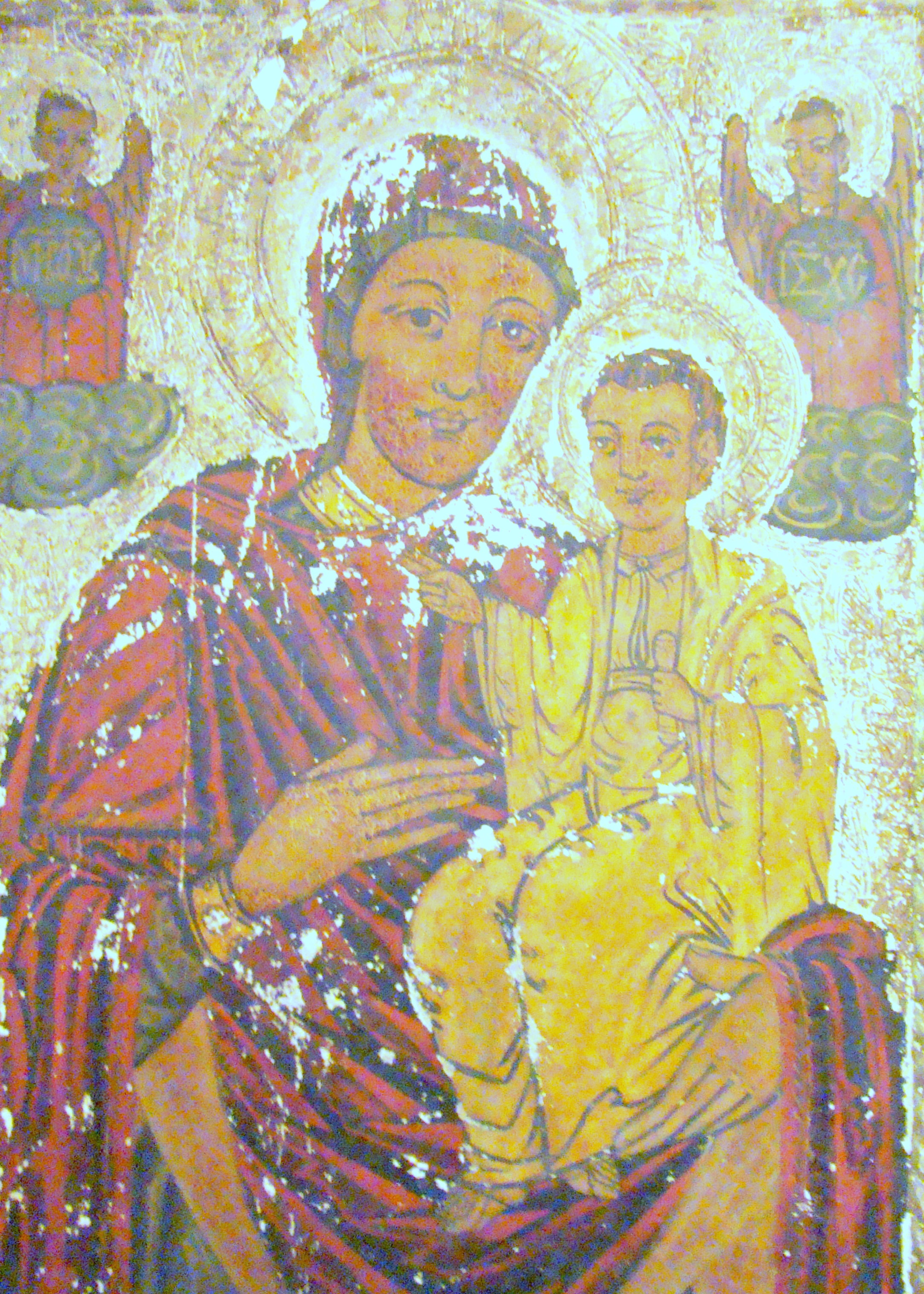
Chesău, Cluj

## Maica Domnului cu pruncul Isusîn alte locuri din Transilvania

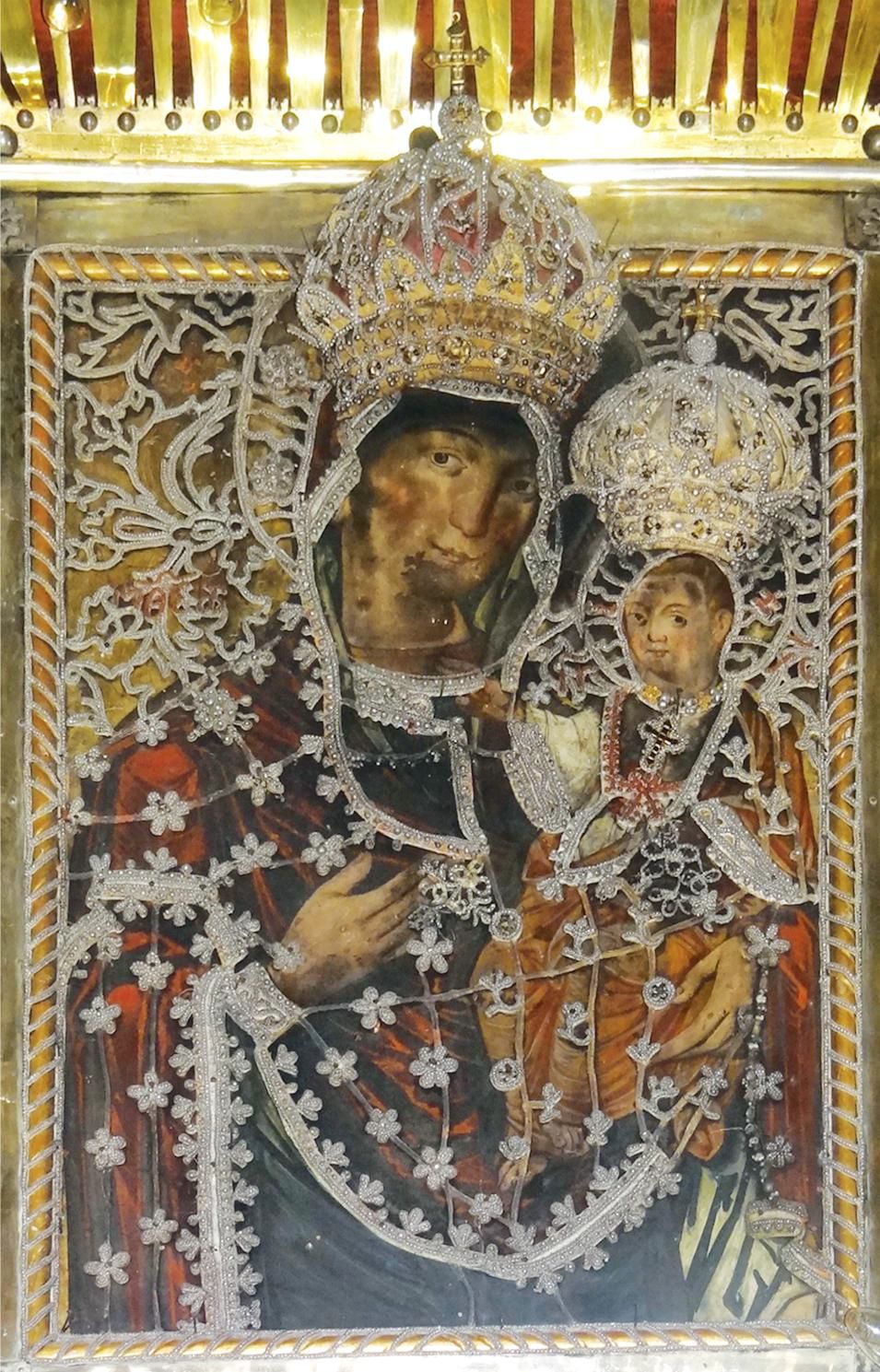
Icoana de la Biserica Iezuiților din Cluj
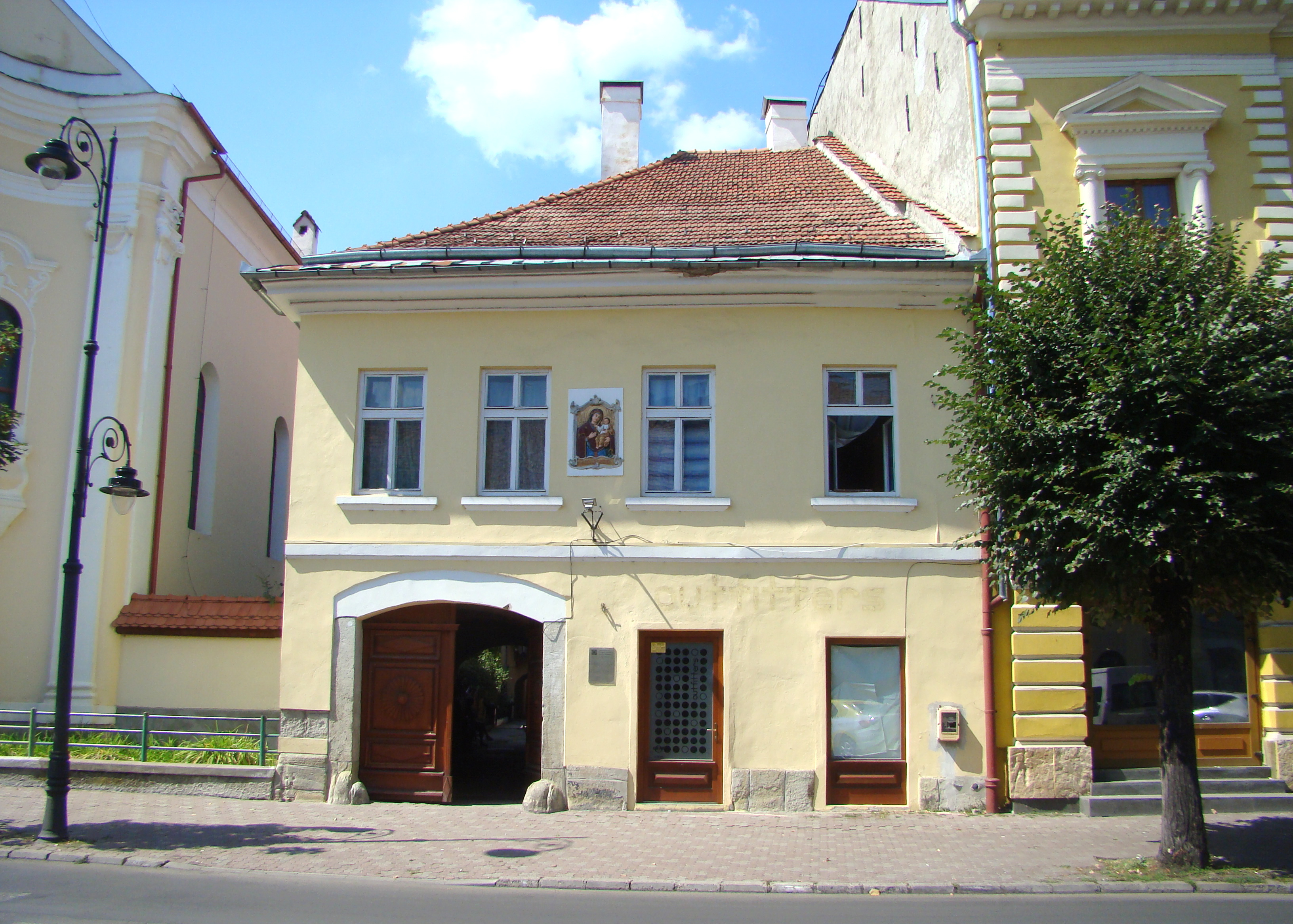
„Casa icoanei” din Bistrița, monument istoric
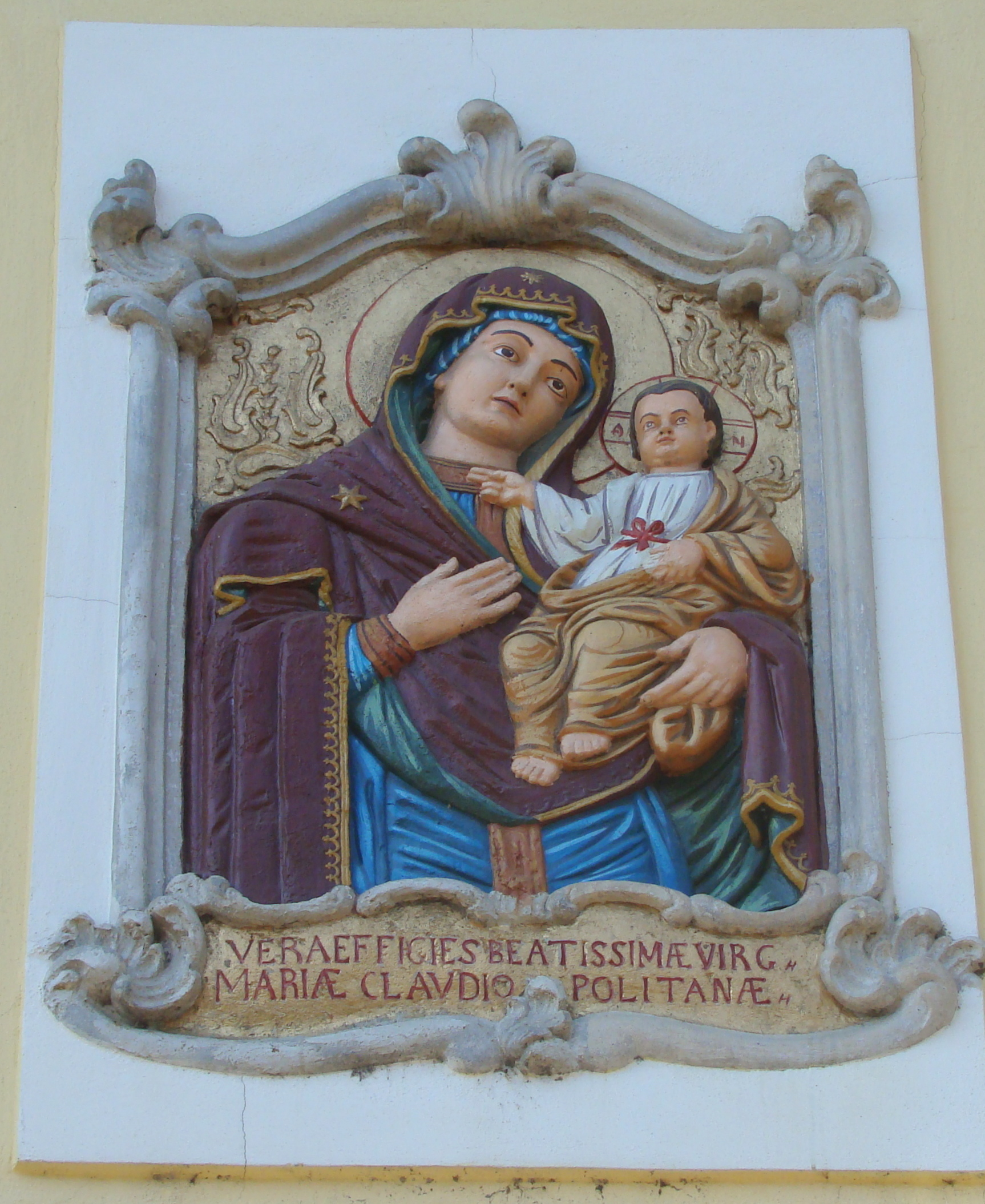
„Copia” de la Bistrița, pe clădirea adiacentă bisericii romano-catolice
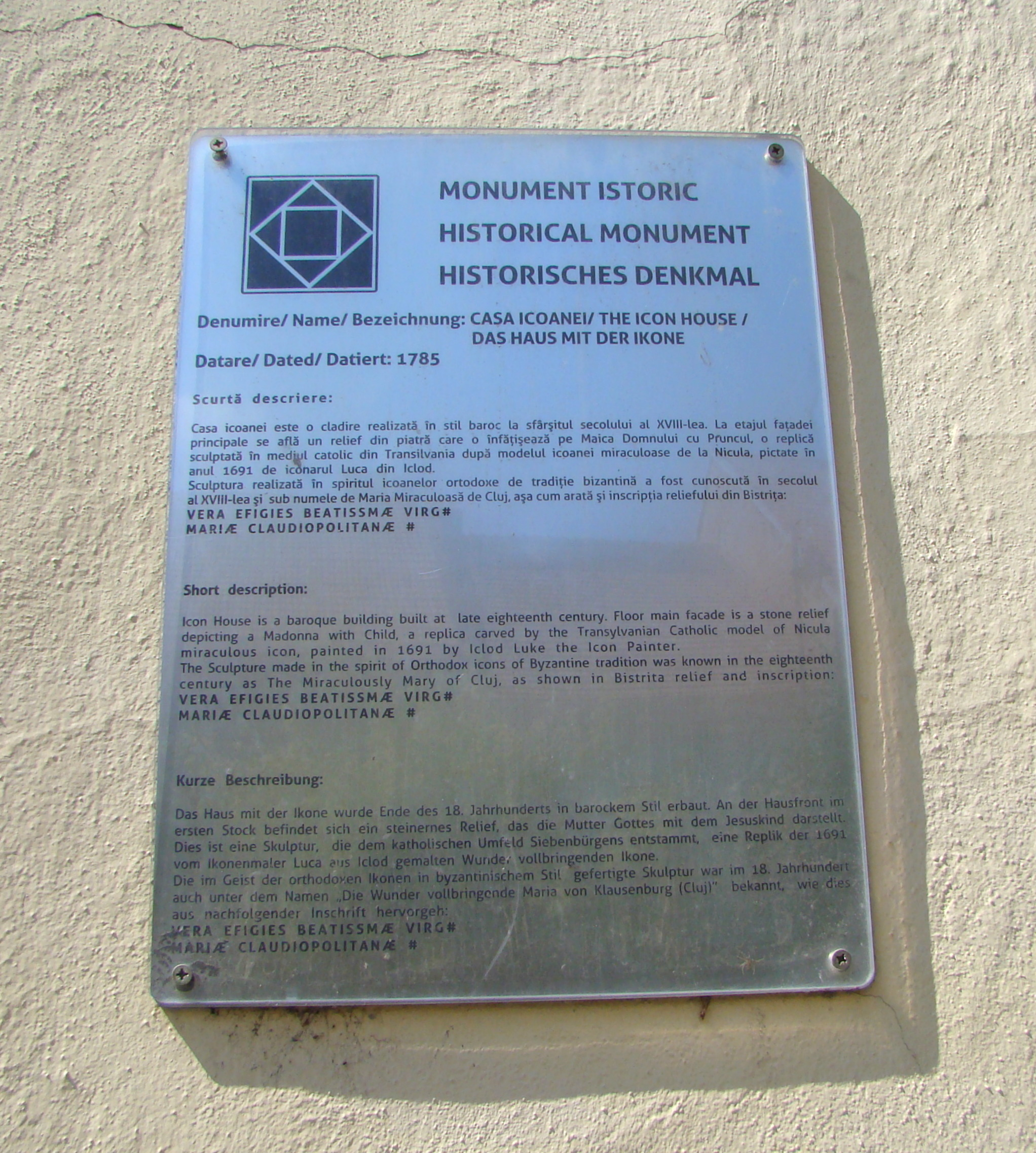
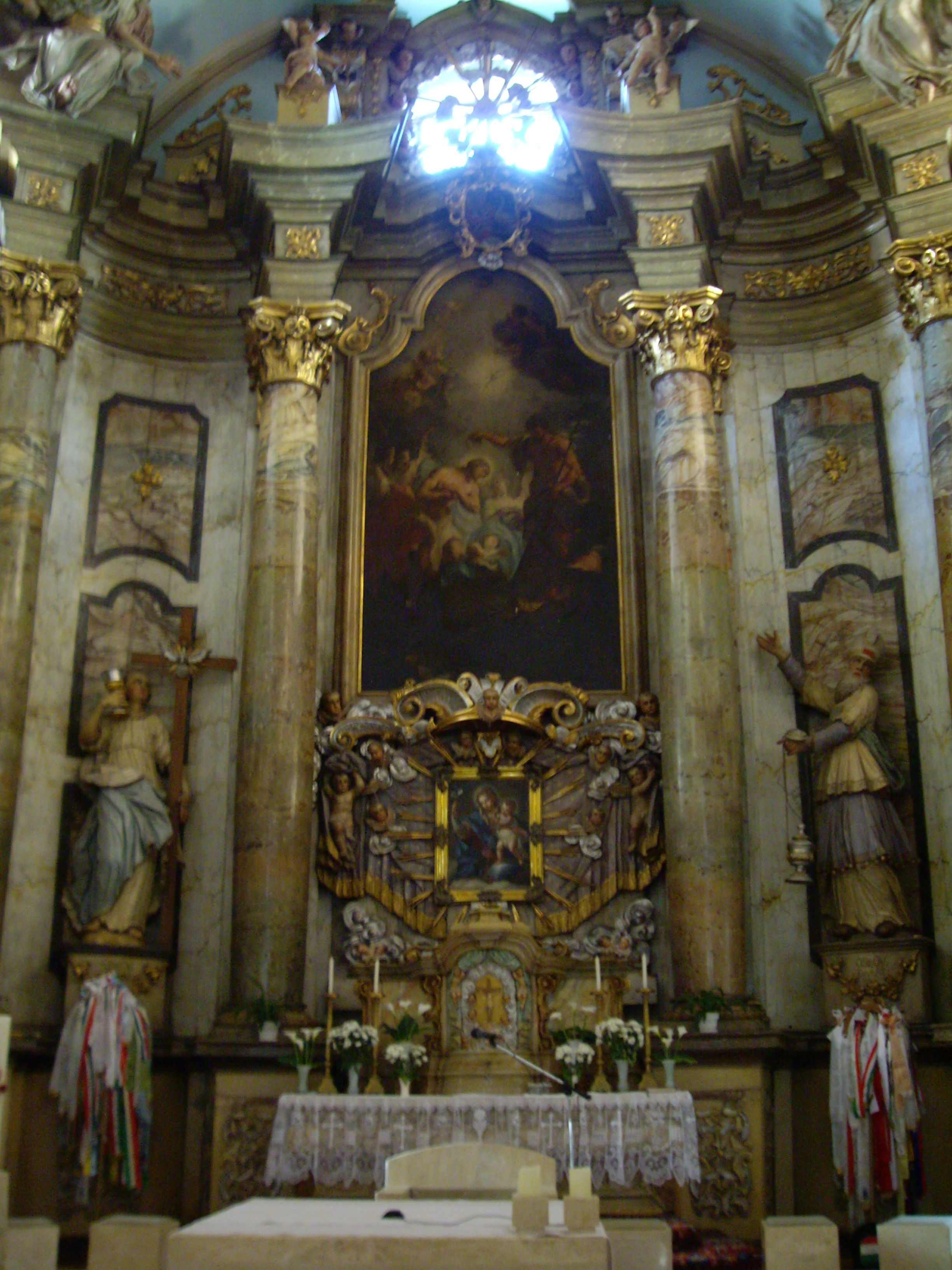
„Copia” de la Târgu Mureș, Biserica Sfântul Ioan Botezătorul din Târgu Mureș
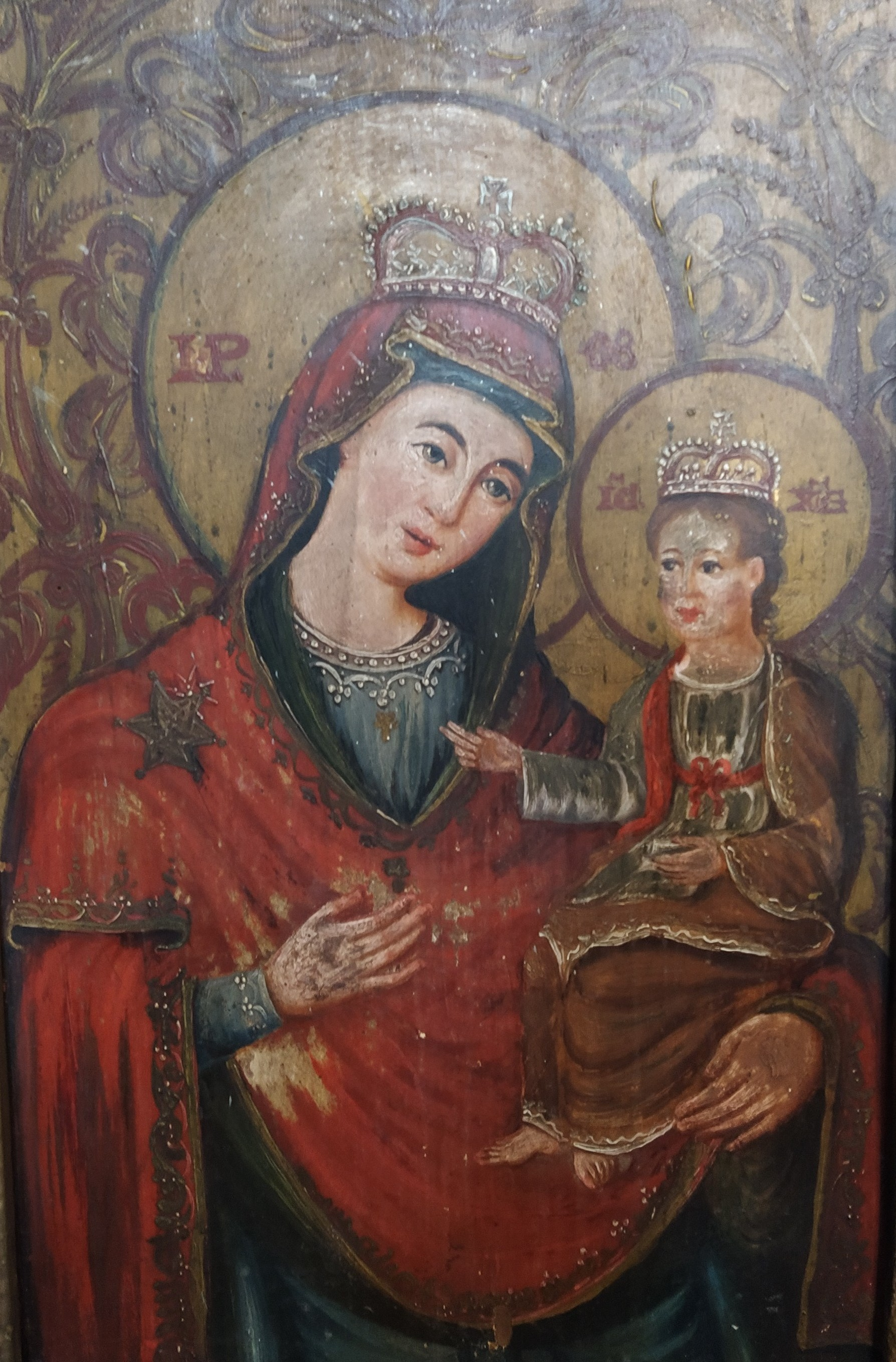
„Copia” din iconostasul Bisericii Bob din Sebeș

## Un istoric controversat
În anul 1938 oficiosul Episcopiei Ortodoxe a Vadului, Feleacului și Clujului, săptămânalul Renașterea, prin articolul semnat de diaconul Iosif E. Naghiu, se nega faptul că la Mănăstirea Nicula s-ar afla icoana Maicii Domnului care a lăcrimat în 1699. Concluzia articolului intitulat „Baza pelerinajului de la Nicula” era aceea că „cercetările istorice dovedesc că la Nicula e numai o pseudo-icoană”, iar originalul s-ar afla Biserica Piariștilor din Cluj.
În anul 1948, anul în care călugării greco-catolici de la Nicula au fost alungați de aici sau arestați de Securitate, Vasile Chezan, tatăl unuia dintre aceștia, a salvat o icoana Maicii Domnului cu Pruncul, cea făcătoare de minuni, pe care a zidit-o ulterior într-unul din pereții casei sale. În 1964 starețul ortodox al mănăstirii Nicula, preluată deja de Biserica Ortodoxă Română din 1948, a descoperit în casa lui Vasile Chezan această icoană, care a fost predată autorităților comuniste (organelor de Securitate). La stăruințele episcopului ortodox de atunci al Clujului, Teofil Herineanu, icoana a fost adusă în capela Palatului Arhiepiscopiei Ortodoxe a Clujului. 
În anul 1991 această icoană a suferit o restaurare defectuoasă (dacă nu, catastrofală) la Muzeul Național de Istorie a Transilvaniei din Cluj., rezultând în final o icoană pur și simplu repictată. În prezent este cert că una dintre cele două icoane reprezentate în fotografia alăturată, mai precis așa-zisa icoană restaurată, este o copie nereușită a lucrării originale.